# Östra Vemmerlövs kyrka
Östra Vemmerlövs kyrka är en kyrkobyggnad i Östra Vemmerlöv. Den tillhör Gärsnäs församling i Lunds stift.

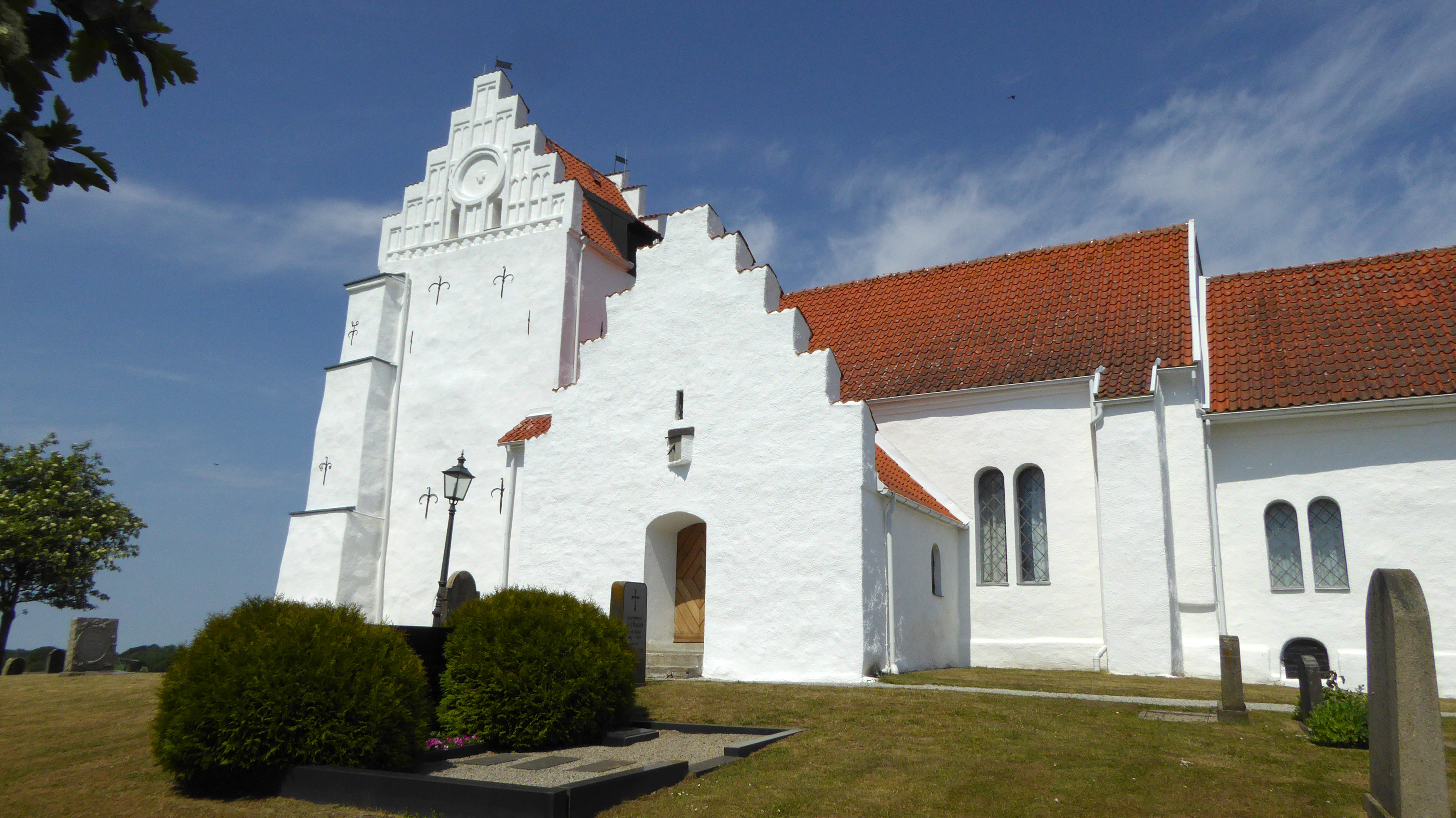
Östra Vemmerlövs kyrka från söder.

## Kyrkobyggnaden
Den nuvarande kyrkan uppfördes under 1100-talet som en liten, traditionell romansk kyrka med långhus, ett smalare kor med eventuellt en absid. Under 1400-talet utökades långhusets två travéer med ytterligare en travé åt väster. Detta skedde samtidigt som man slog kryssvalv i kyrkan. I väster uppförde man också det nuvarande stentornet. Den ursprungliga kyrkan hade en ingång i långhuset i norr för kvinnorna och en för männen i söder. På 1400-talet byggdes vapenhus framför dessa ingångar. Under korgolvet finns två gravvalv. I det ena vilar medlemmar ur släkten Knob-Urne och i det andra vilket byggdes 1787 finns kistorna efter de Schönströmska och von Schantzeska släkterna. Koret utökades 1787 samtidigt åt öster. 

## Kalkmålningar
Under 1400-talet täcktes kyrkans väggar och valv av kalkmålningar. Dessa kan tillskrivas den så kallade Fjälkingegruppen, vars alster även finns bevarade i Fjälkinge, Gualöv och Kiabys kyrkor. Deras verksamhet sätts till mitten av 1400-talet. Traditionen har gjort gällande att utvidgningen av kyrkan och målningarnas tillkomst ska hänföras till Laurids Knob, ägare till det närbelägna Gyllebo slott. Denne var emellertid 1462 fortfarande minderårig och kan knappast ha haft något att göra med förändringarna i kyrkan.
Målningarna täcktes troligtvis under 1600-talet av puts vilken avlägsnades vid kyrkans restaurering 1907. Domkyrkoarkitekten Theodor Wåhlin ledde arbetet och han lät avfotografera målningarna innan dessa konserverades och påbättrades. Detta arbete utfördes av målaren Nils Olsson från närbelägna Komstad, som gick hårdhänt fram i sin försköning av vissa motiv. 1965-66 renoverades målningarna till sitt ursprungliga skick av konservatorerna Anna-Lisa och Rolf Nilsson. Ansvarig var konservatorn Våga Lindell-Andersson från Kristianstad.
I triumfbågen ses i söder Adam och Eva som äter frukten från kunskapens träd. I bågens norra del ser man de två bli utjagade ur paradiset av en svärdbärande ängel. Under dessa bilder finns två profeter avbildade. Triumfmuren uppvisar fyra medaljonger med olika motiv. Överst i söder ses Kristus som kröner Maria till Himladrottningen som sitter i medaljongen överst i norr. Därunder en medaljong med den kronprydda kyrkan, den rätta lärans bevakare som i söder står mot den blinda judendomen, representerad av synagogan avbildad som en kvinna med bindel för ögonen.

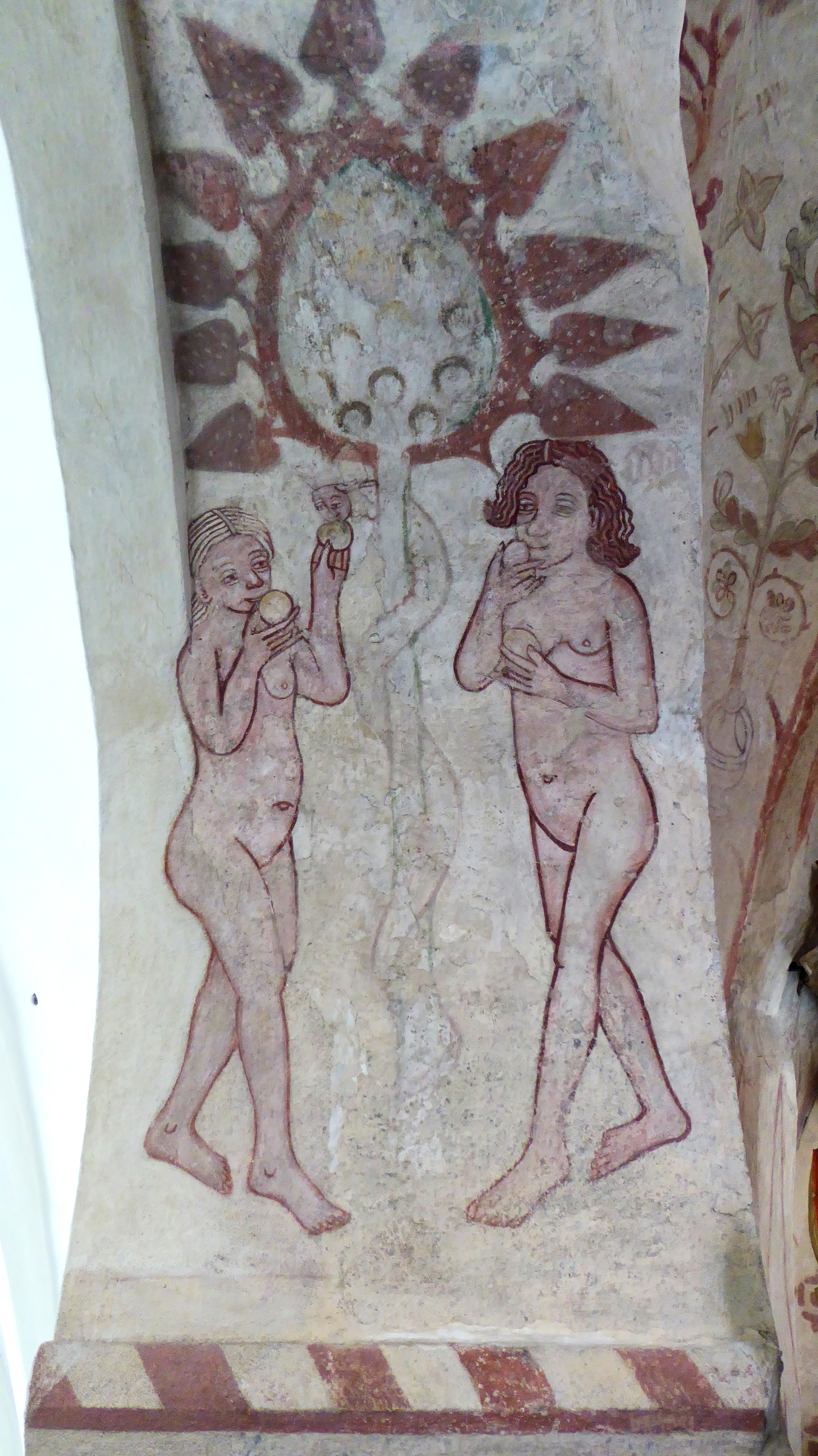
Adam och Eva och kunskapens träd.
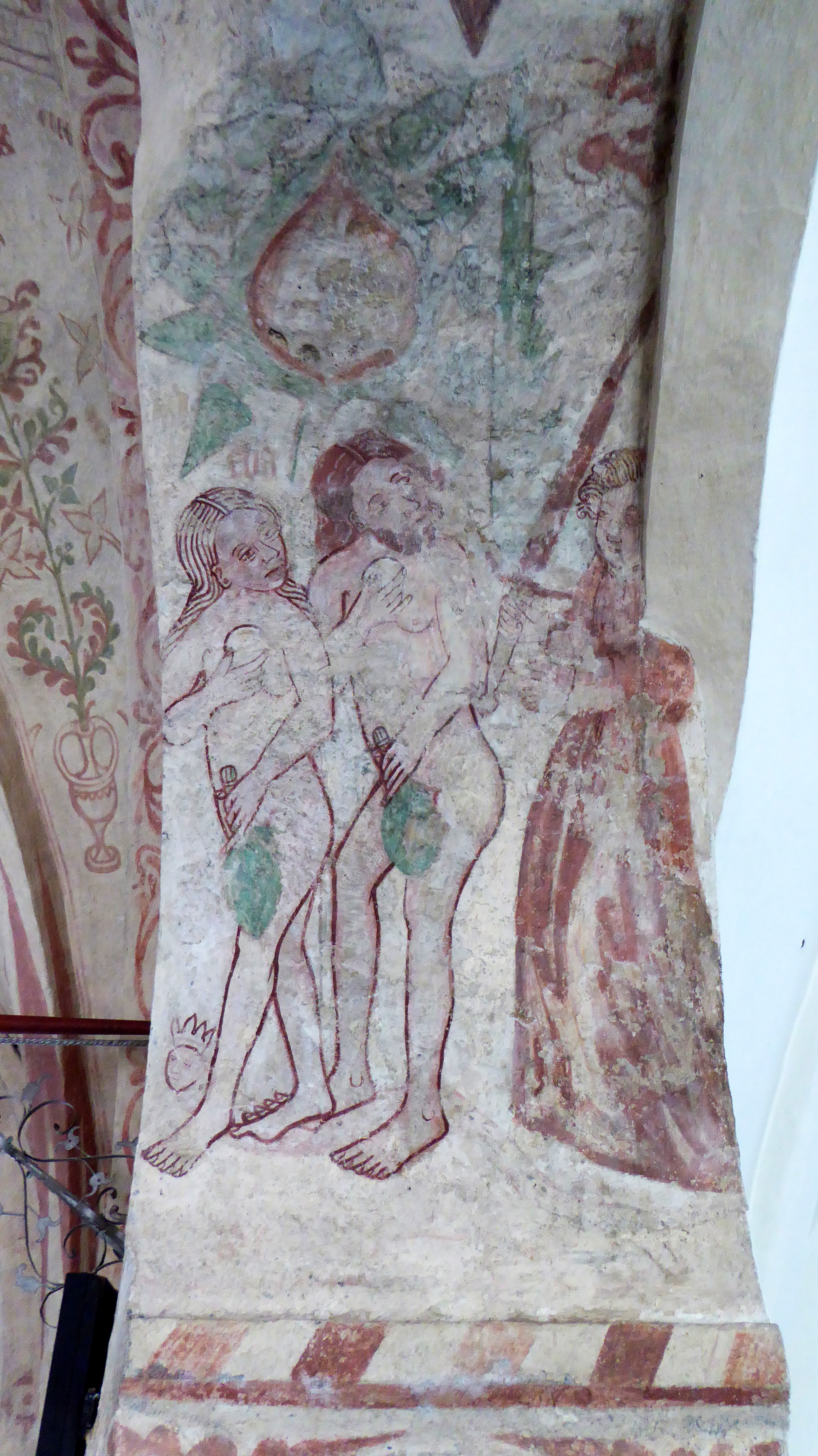
Adam och Eva drivs ut ur paradiset.
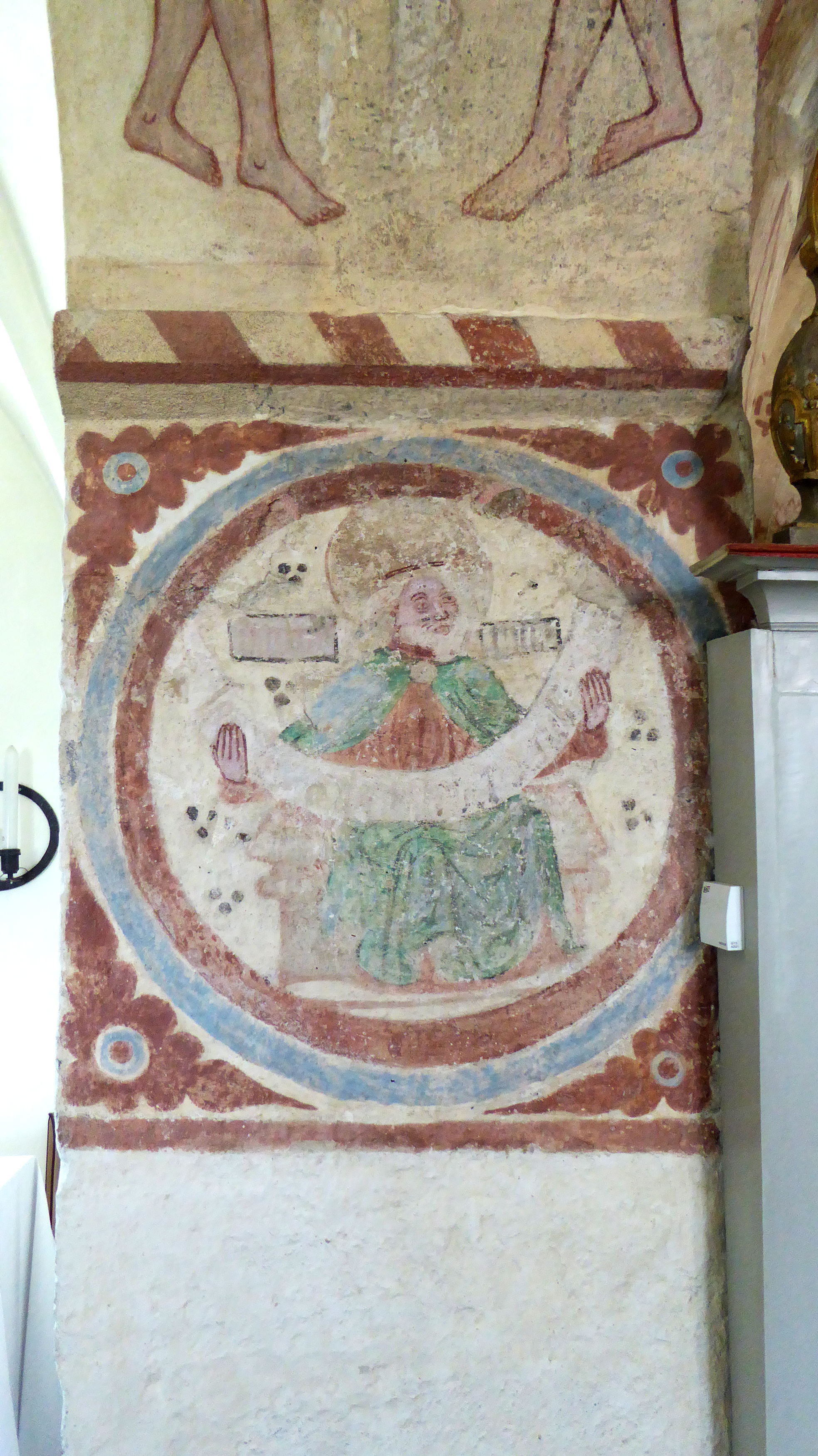
En okänd profet på södra triumfbågen.
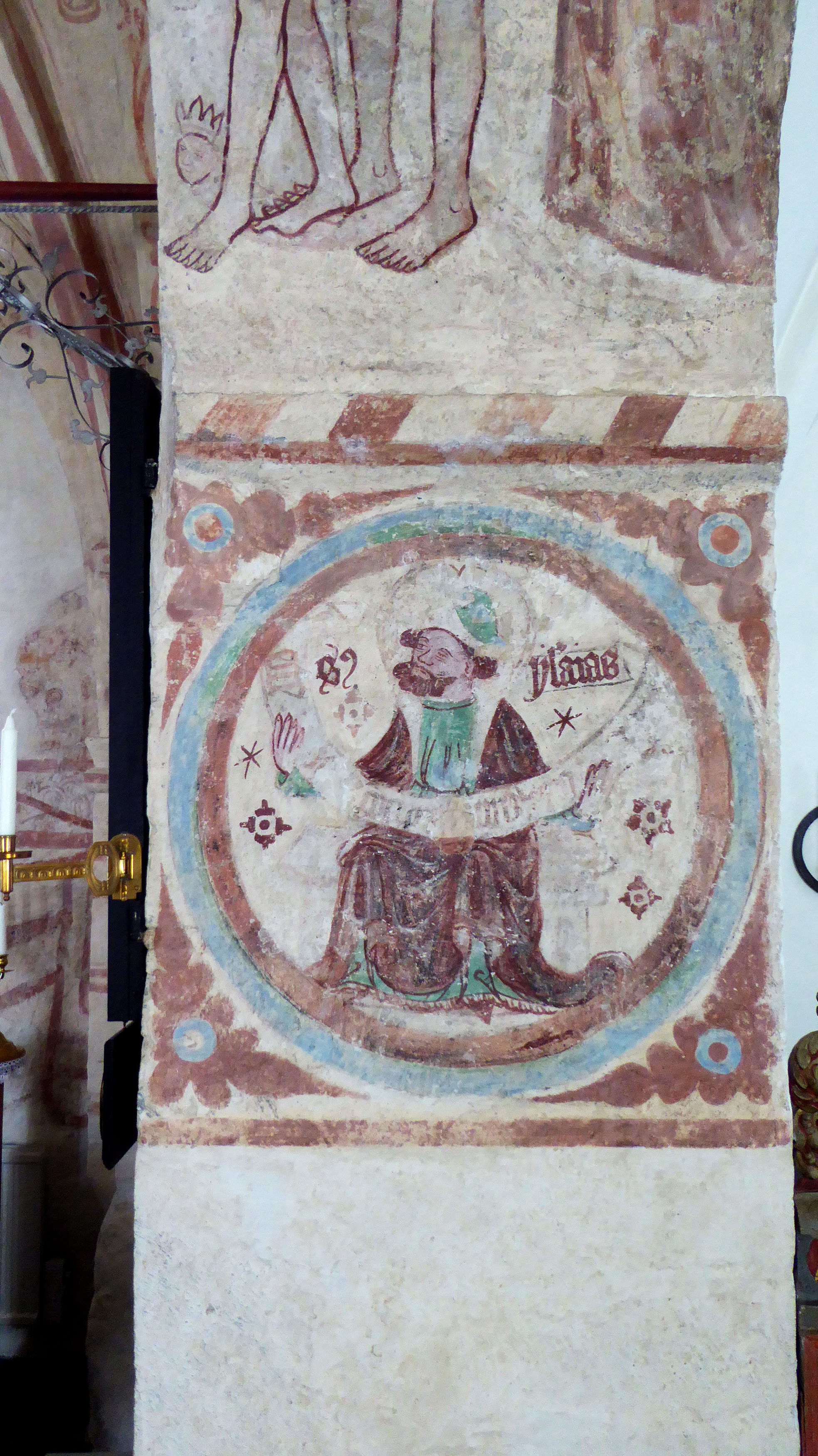
En okänd profet på norra triumfbågen.
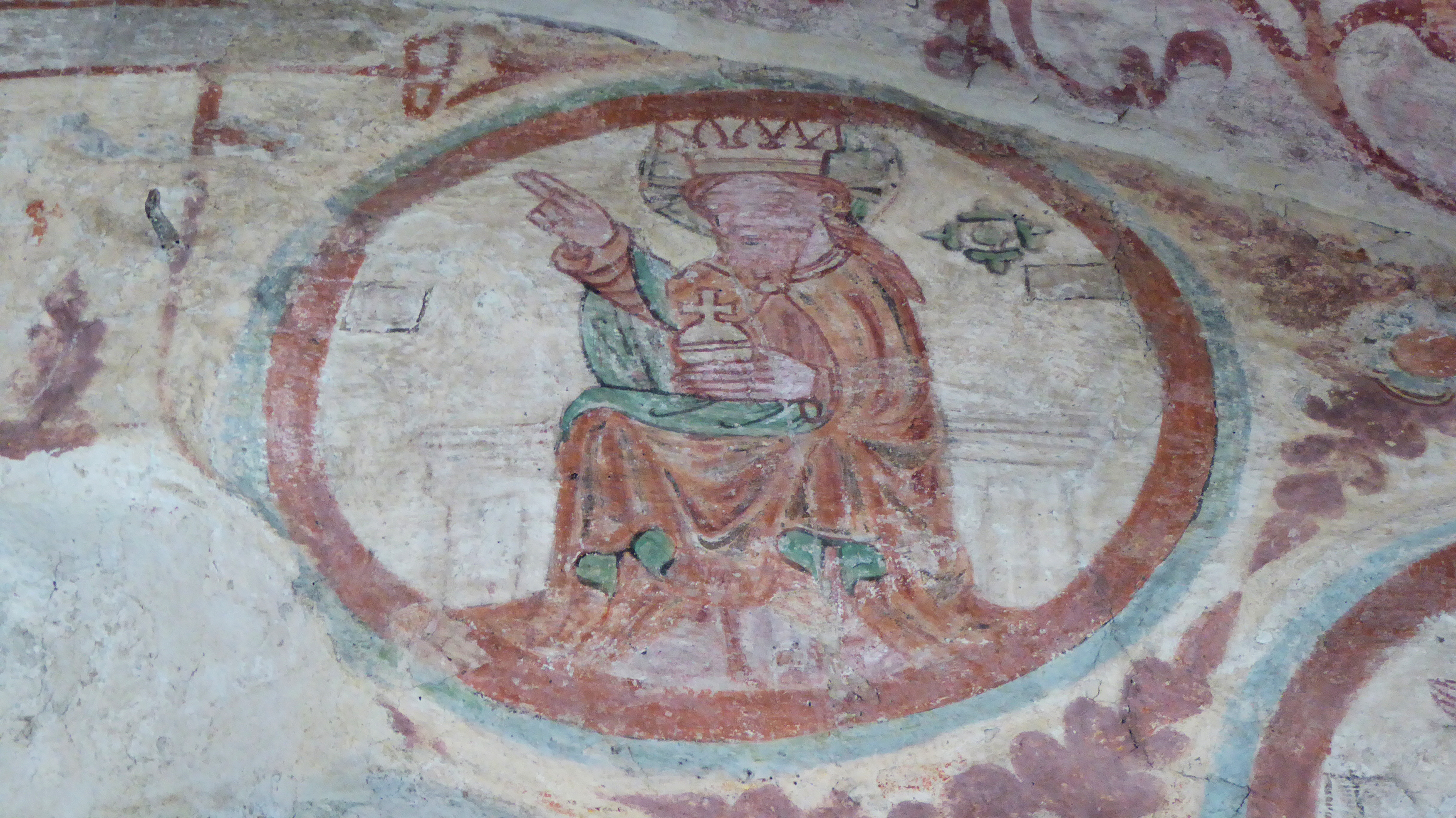
Kristus kröner Maria.
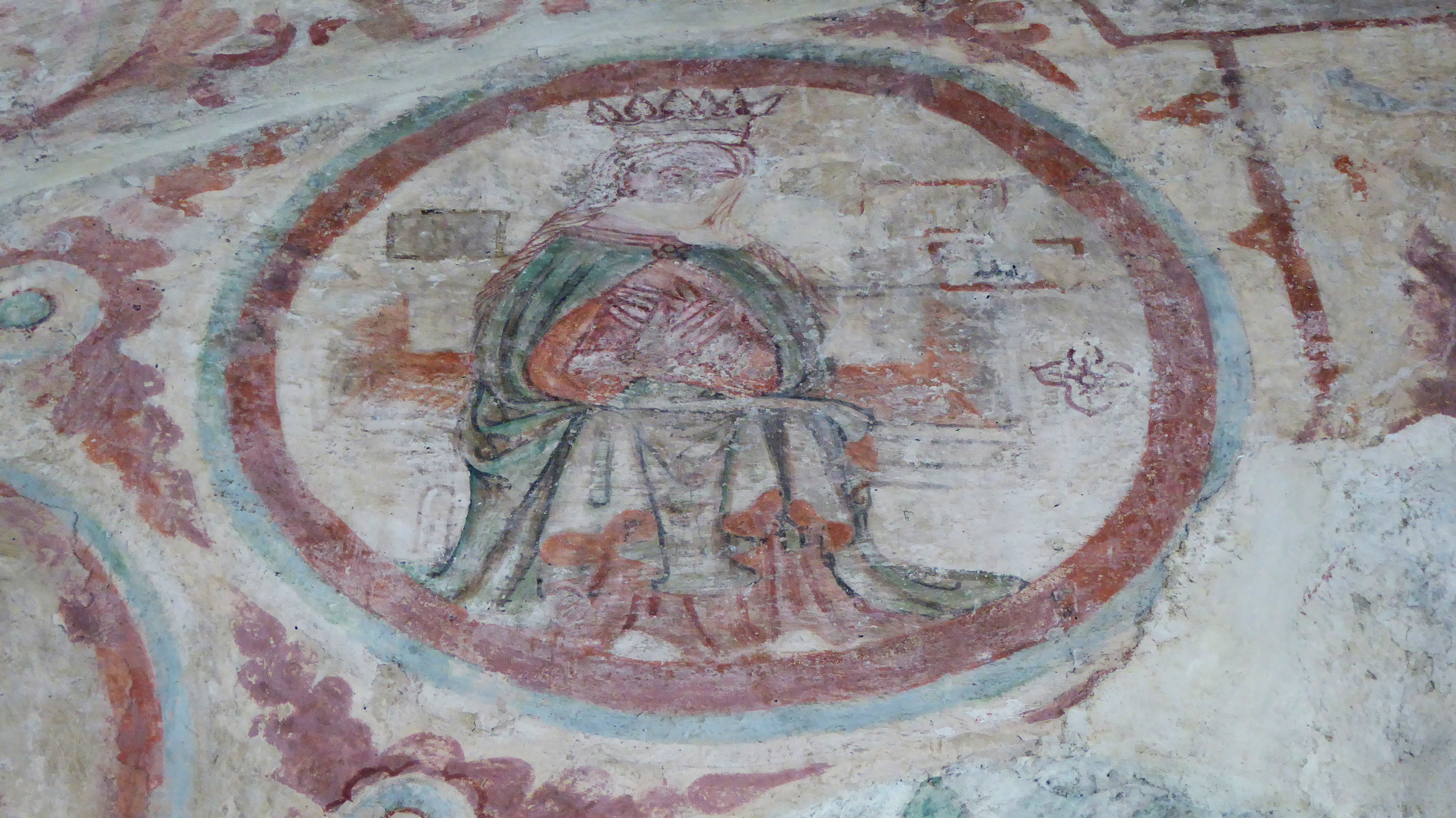
Marias kröning.
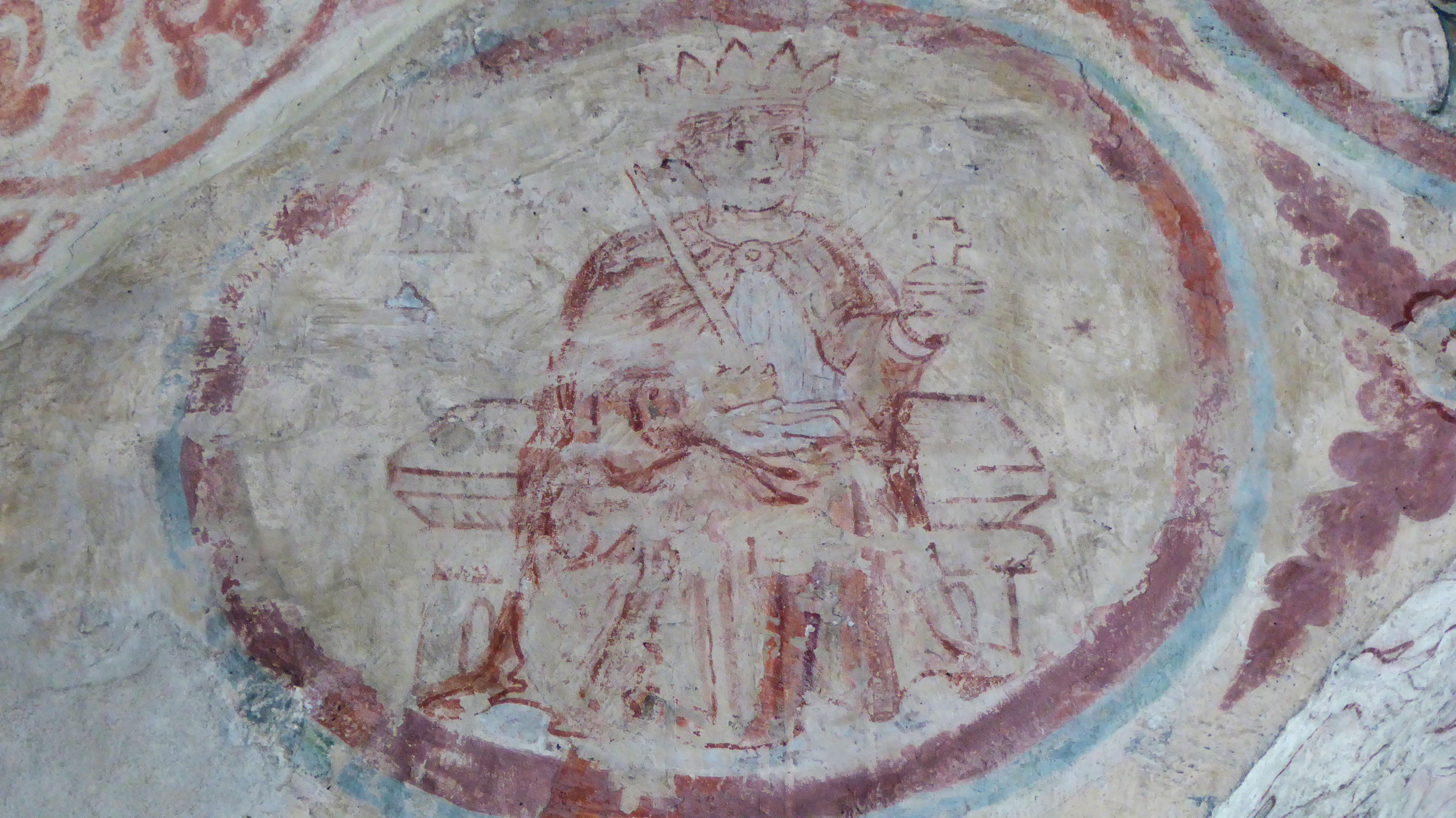
Symbol av den kristna kyrkan.
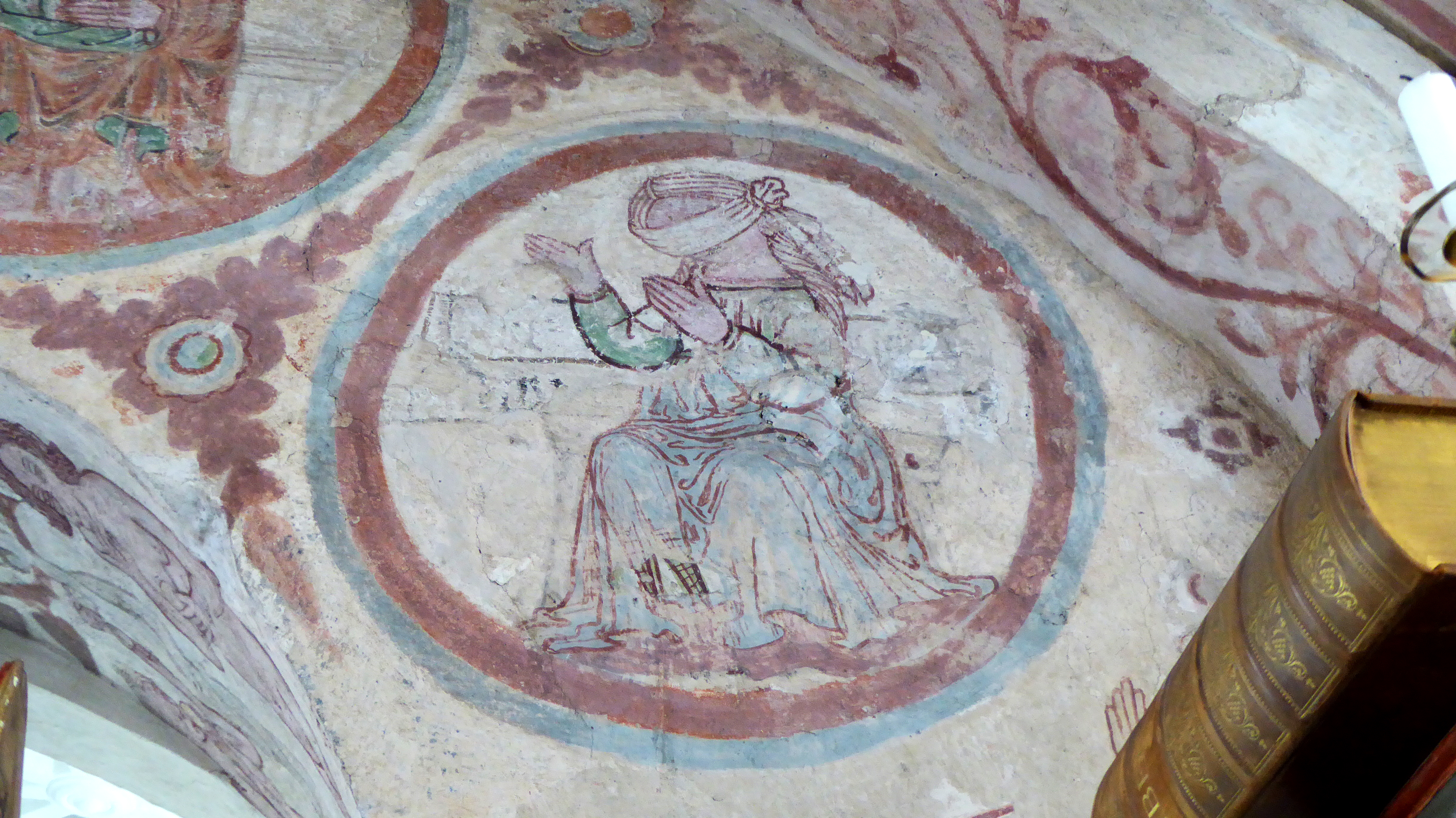
Synagogan.

Långhusets östligaste valvtravé har i sin östra valvkappa en bild av Lunds ärkestifts skyddshelgon Laurentius med sitt halster. De tre övriga valvkapporna uppvisar de tre nordiska rikshelgonen; i norr S:t Olof (död 1030 i norska Stikklastad), i söder S:t Knut (död 1086 i danska Odense) och i väster S:t Erik (död 1164 i svenska Uppsala).

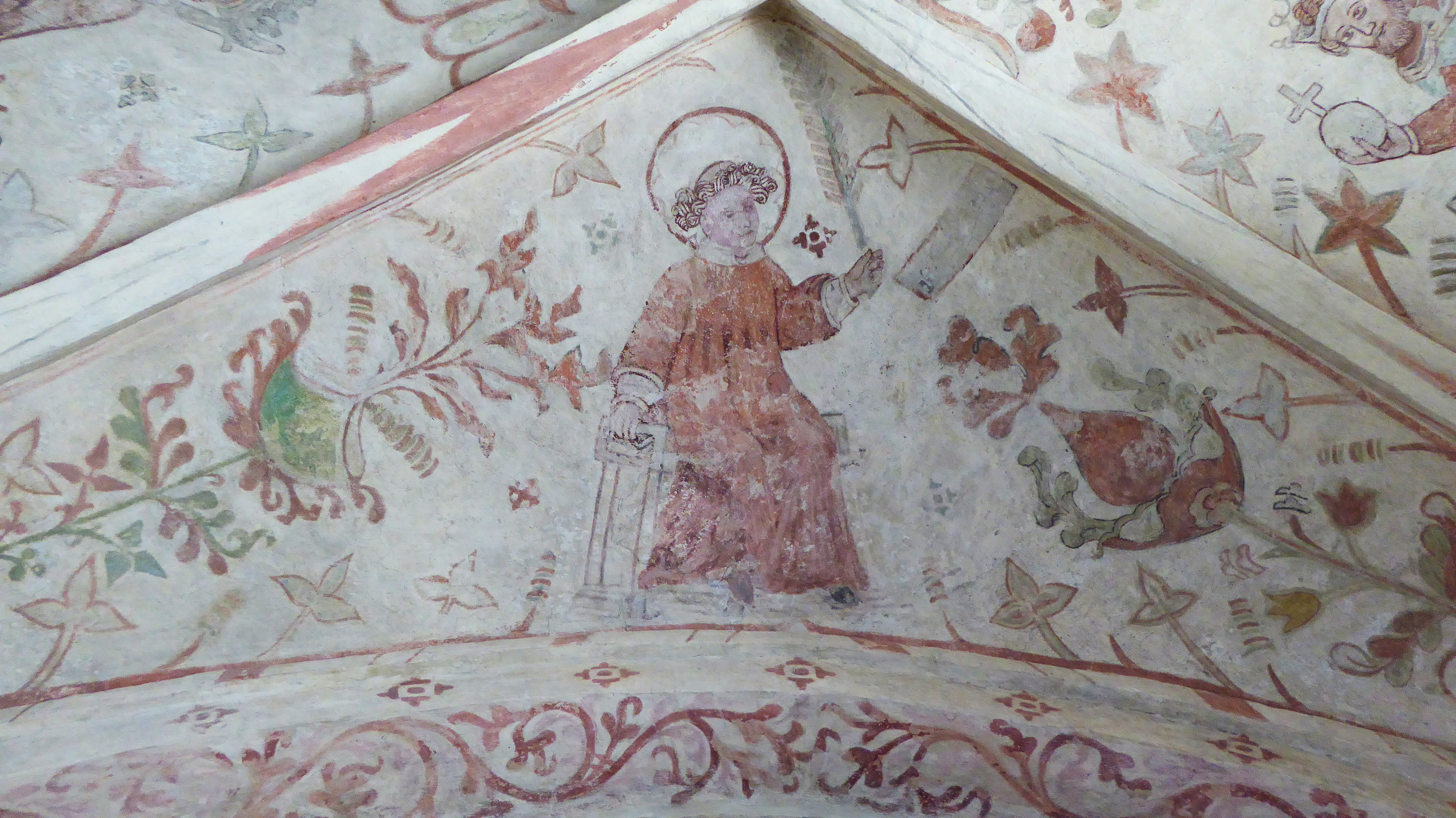
S:t Laurentius.
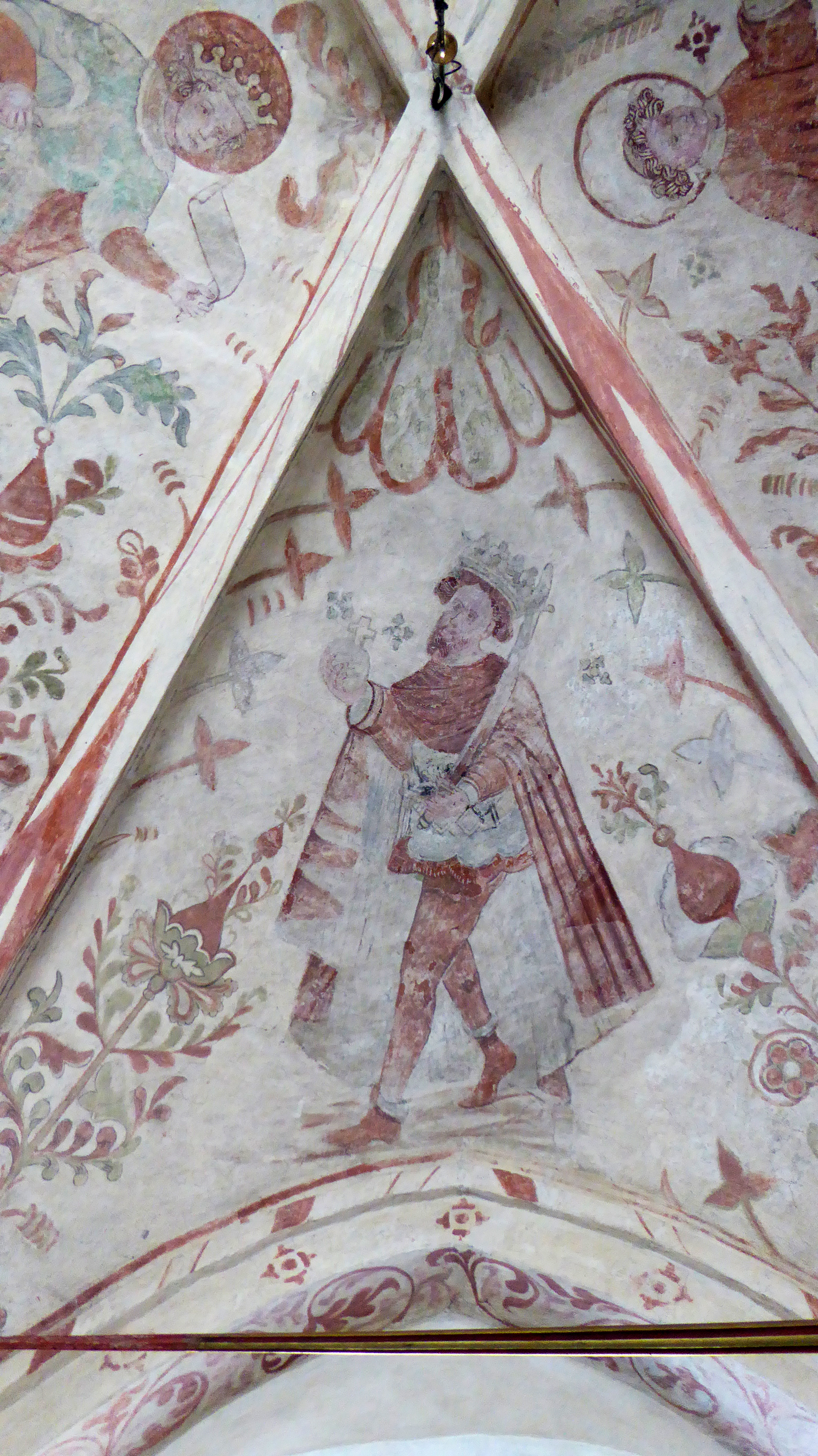
S:t Olof.
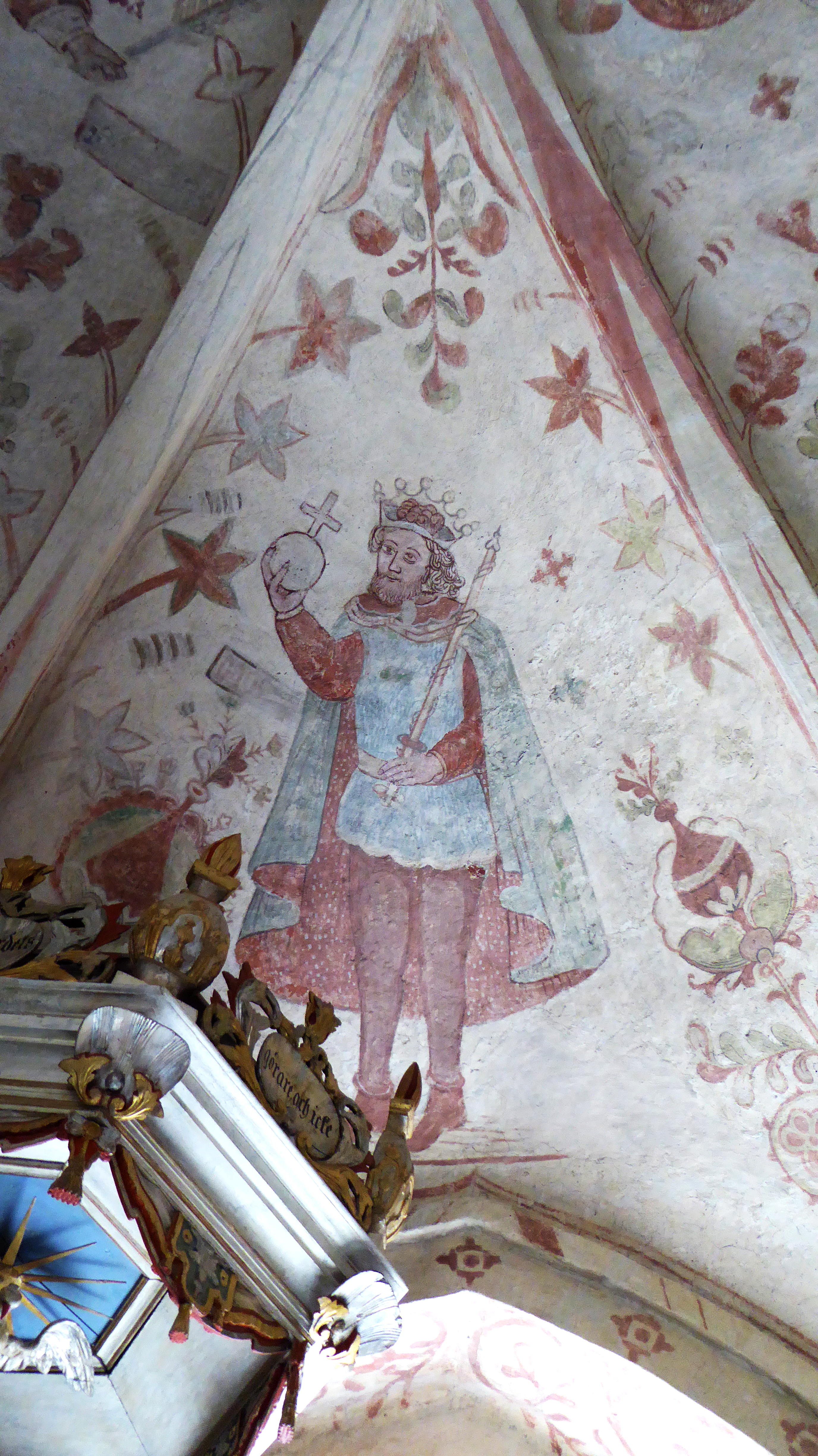
S:t Knut.
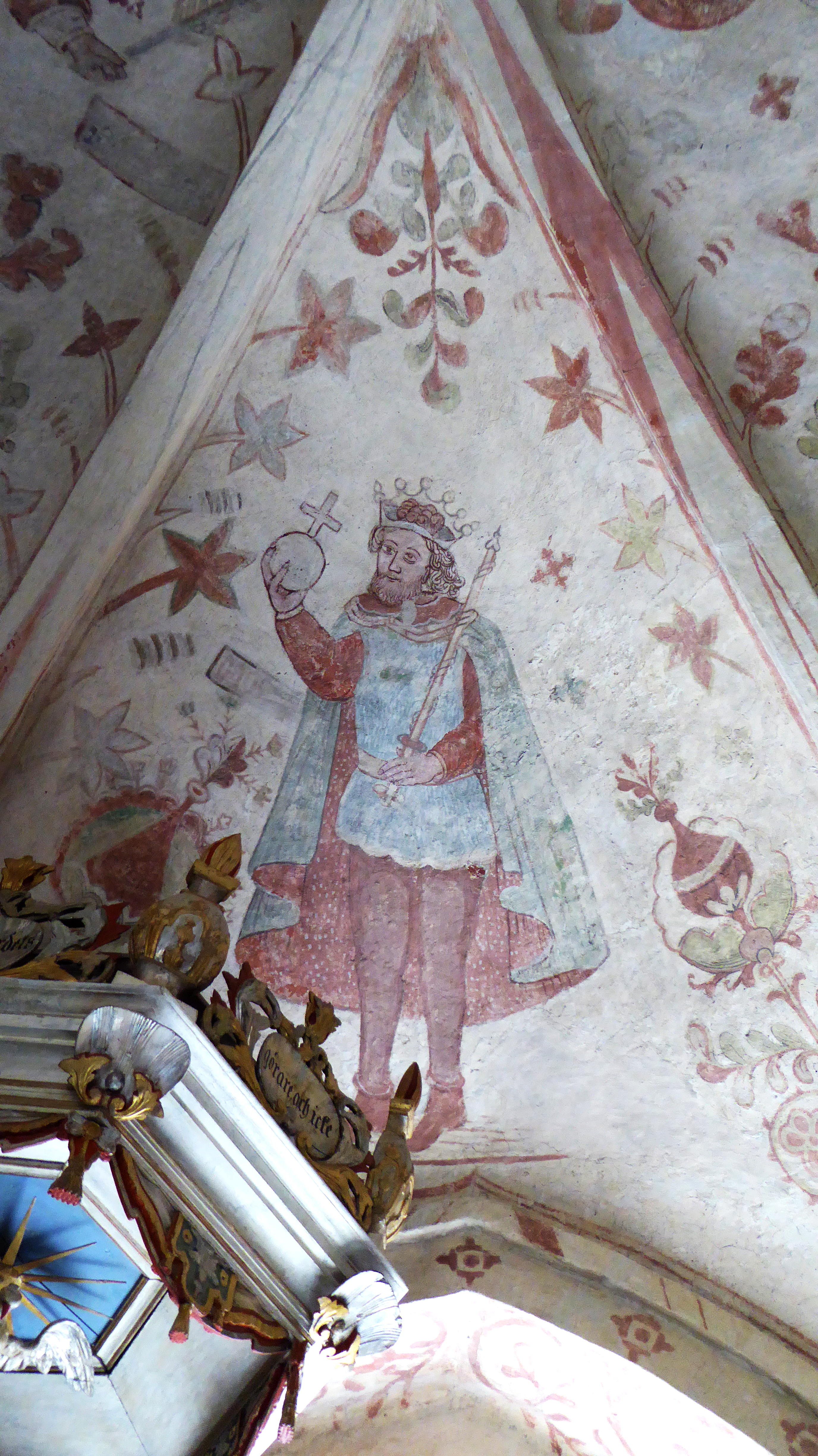
S:t Erik.

I långhusets mittersta travé finns fyra kvinnliga helgon avbildade. I öster S:ta Gertrud med en kyrkobyggnad i sin hand. I söder finns S:ta Dorothea bärande en blomsterkorg. I väster ses S:ta Magdalena med ett smörjelsekärl och i norr S:ta Catharina med ett svärd och hjul. På den södra väggen i denna delen av långhuset avbildas Abraham som höjer sitt svärd för att offra Isak men han hindras av en ängel. På den norra väggen ses Kristoffer som bär Jesusbarnet över en flod. I floden simmar fiskar men också en sjöjungfru. Bilden visar också en person som håller en lampa framför en trolig kyrkobyggnad. Denna person har tolkats som en eremit men bär kvinnodok och kvinnohalskläde.

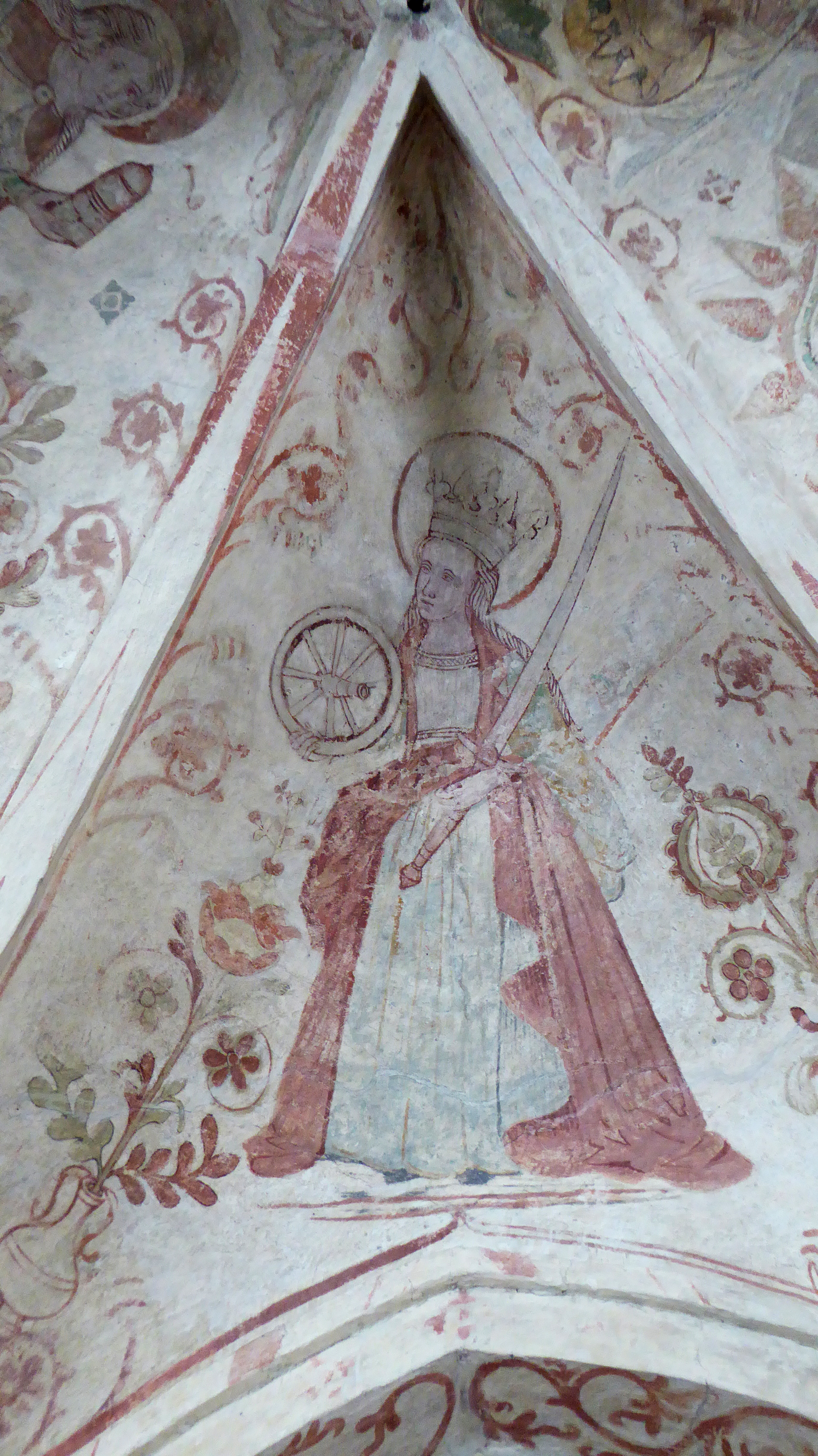
S:ta Catharina
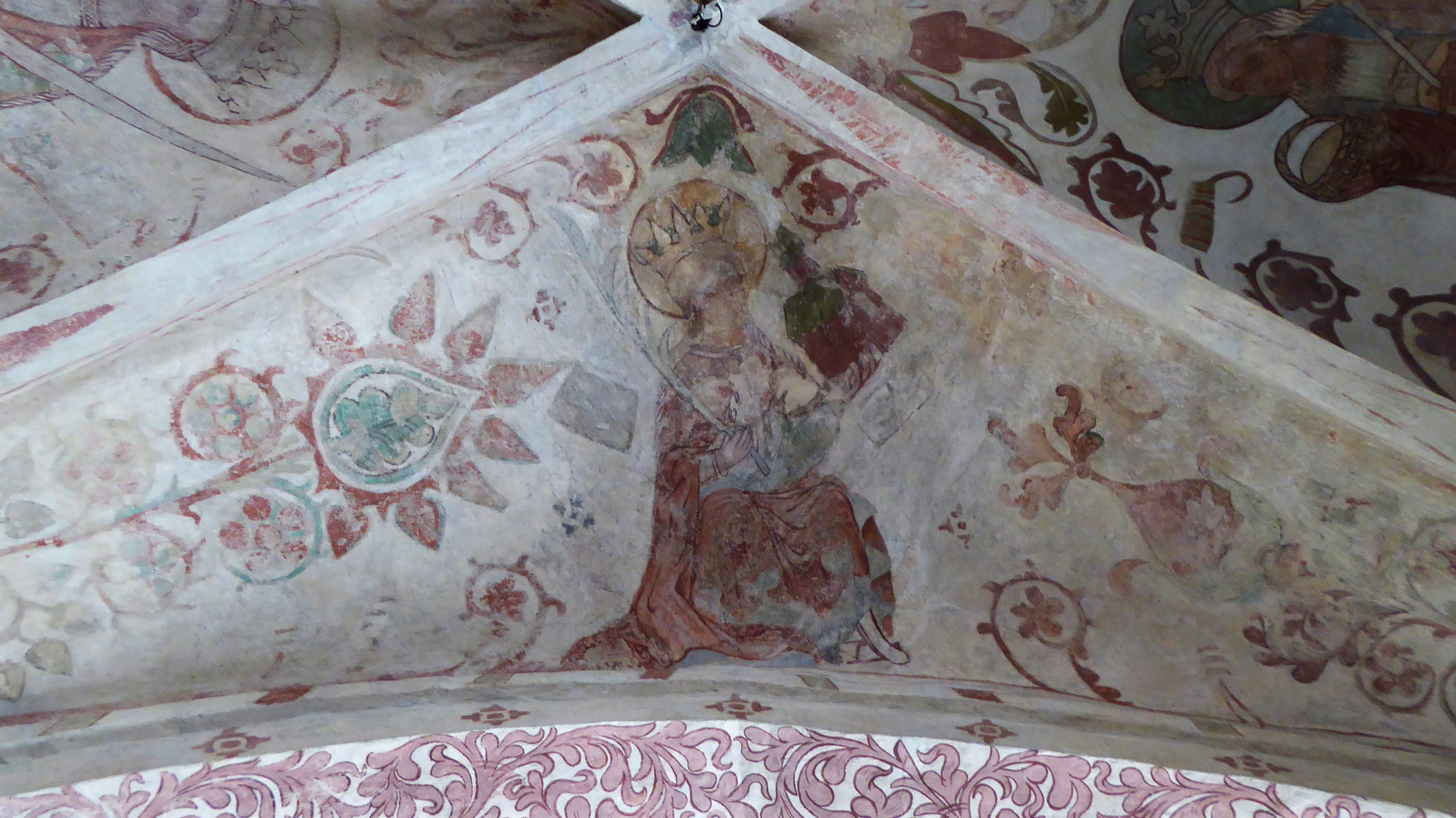
S:ta Gertrud
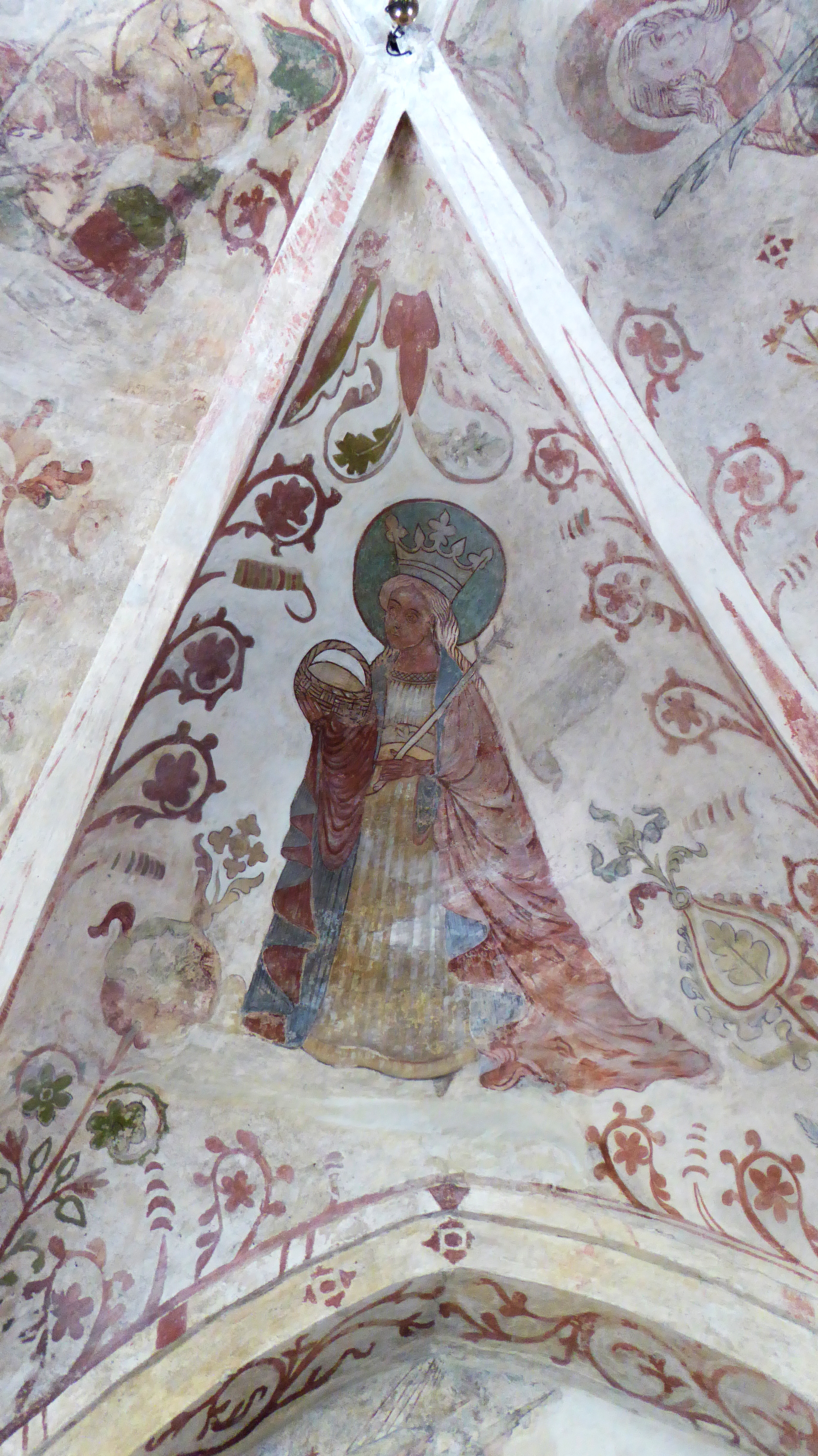
S:ta Dorothea.
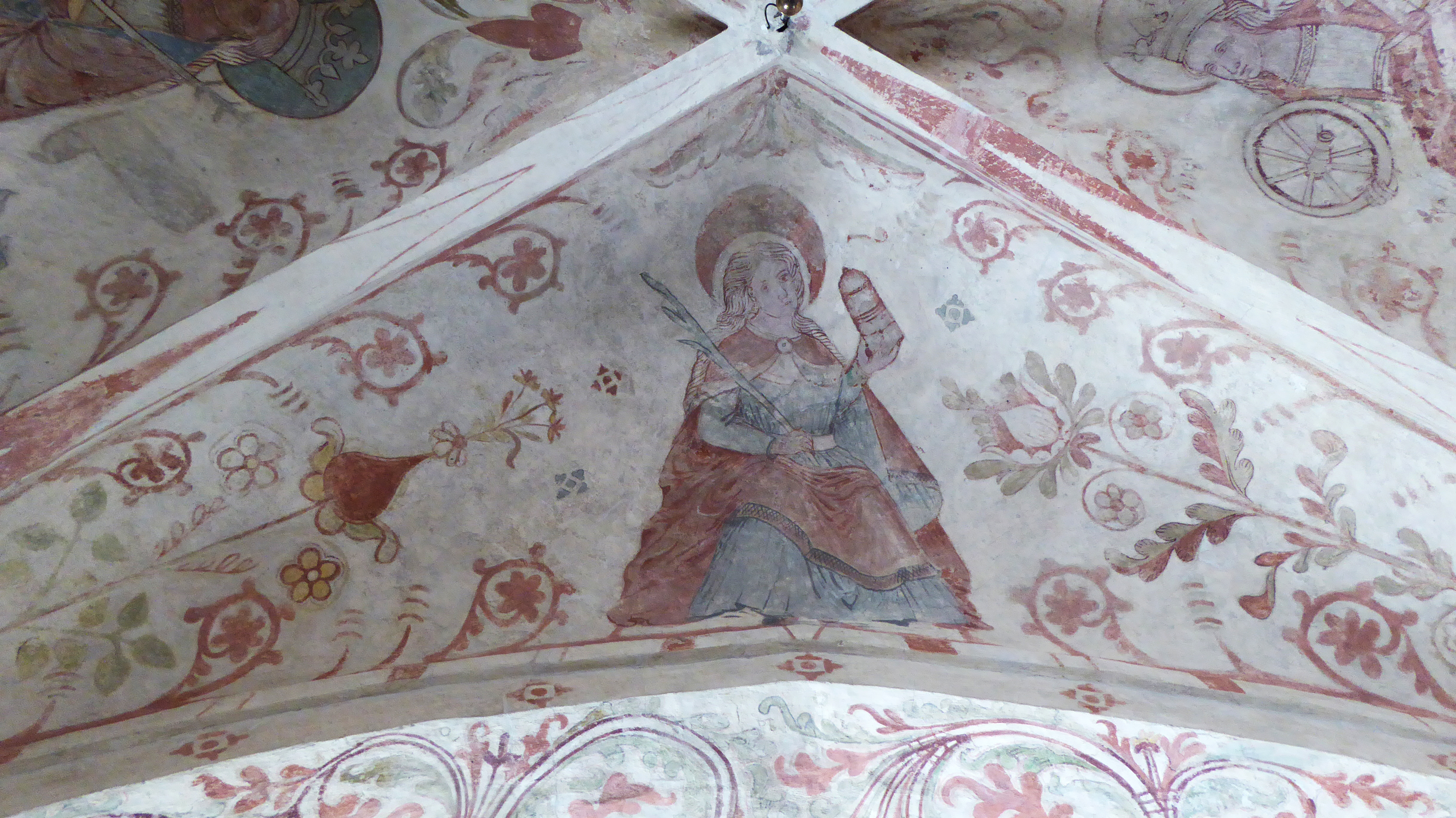
S:ta Magdalena.
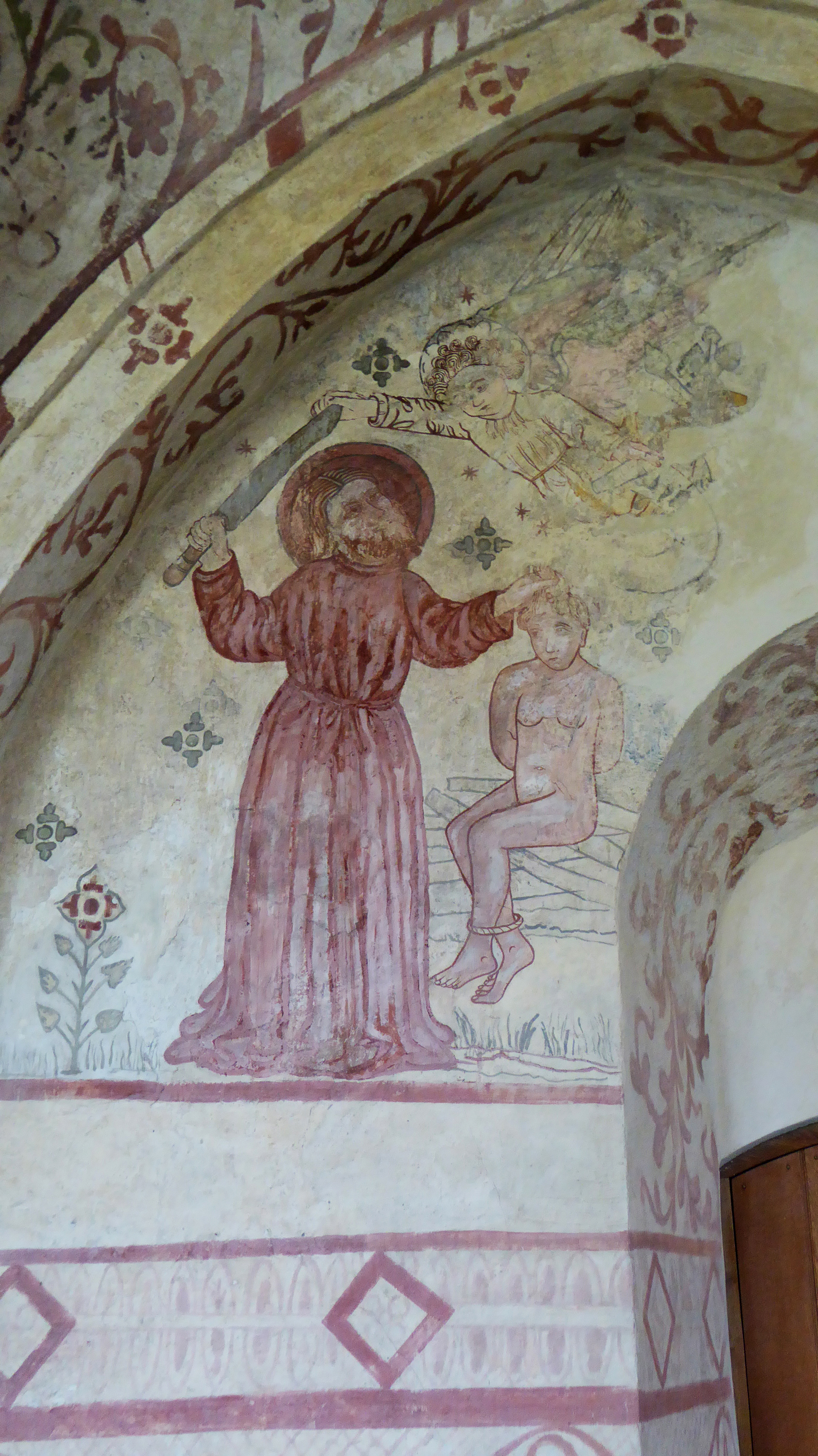
Abrahams offer.

Långhusets västra travé berättar om Yttersta domen och om paradis, helvete och människans förgänglighet. I den östra valvkappan sitter Kristus på regnbågen och ur hans mun utgår lag och evangelium, här avbildade som ett svärd och en lilja. Han uppvisar sina fem sår som han fick på korset; två i händerna, två i fötterna och ett i bröstet. På Kristus norra sida knäböjer jungfru Maria och på hans högra Johannes döparen. Längst ner på valvkappans norra del är en nidbild.
Den norra valvkappan visar de saliga som kommer till himmelriket. S:t Petrus tar emot och låser upp dörren. Bland de lyckliga ses tillsammans med andra en påve, en biskop, en kung och drottning samt en munk. I himmelriket, symboliserat av en byggnad ses genom fönstren spelemän och redan saliggjorda.
Den södra valvkappan står i motsatsförhållande till den norra. Här visas helvetet och de förtappade som är på väg in i det stora helvetesgapet i form av ett odjur. Överst sitter djävulen själv med sin krona. På hans ända och hans mage sitter utväxta djävulshuvuden. Han är med länkar fjättrad till helvetets port.
Den västra valvkappan visar människans dödlighet i bildmotivet som visar livets hjul. Textband med numera försvunnen text har berättat om de olika livsstadierna. Den unge kungen är på väg upp för hjulet, han sitter sedan på hjulet men på ålderns höst är han på väg utför för att slutligen hamna i sin grav under hjulet. På den norra väggen finns ett fragment av ett motiv med soldater. Strax intill ses jungfru Maria hålla upp Jesusbarnet för sin mor Anna. Detta motiv, S:t Anna själv tredje, var ett omtyckt religiöst motiv under medeltiden.
I det Knobska gravvalvet under korgolvet finns en kalkmålning från 1600-talet. Här avbildas musicerande änglar. Gravvalvet är inte längre tillgängligt för besökare.

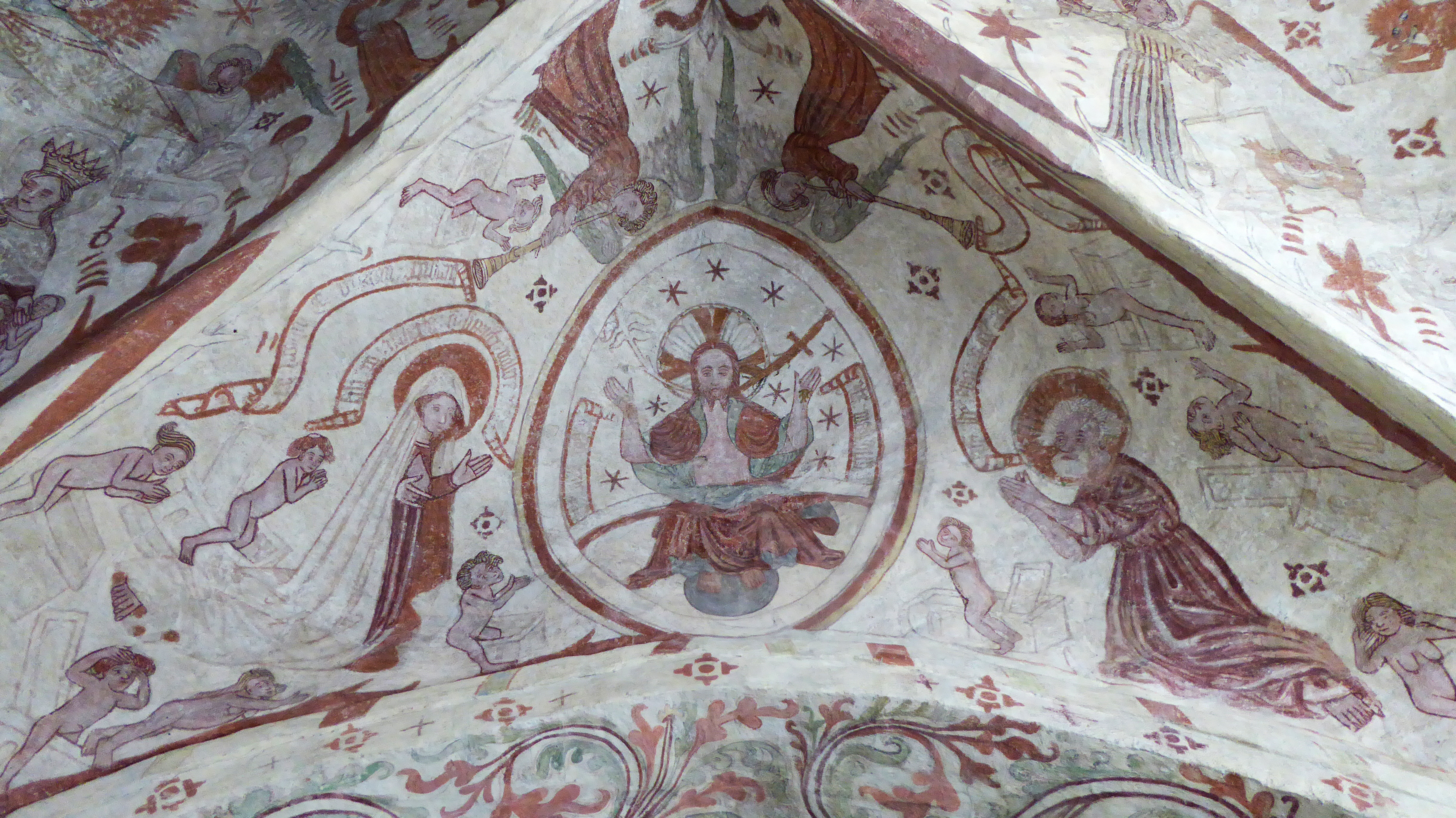
Yttersta domen.
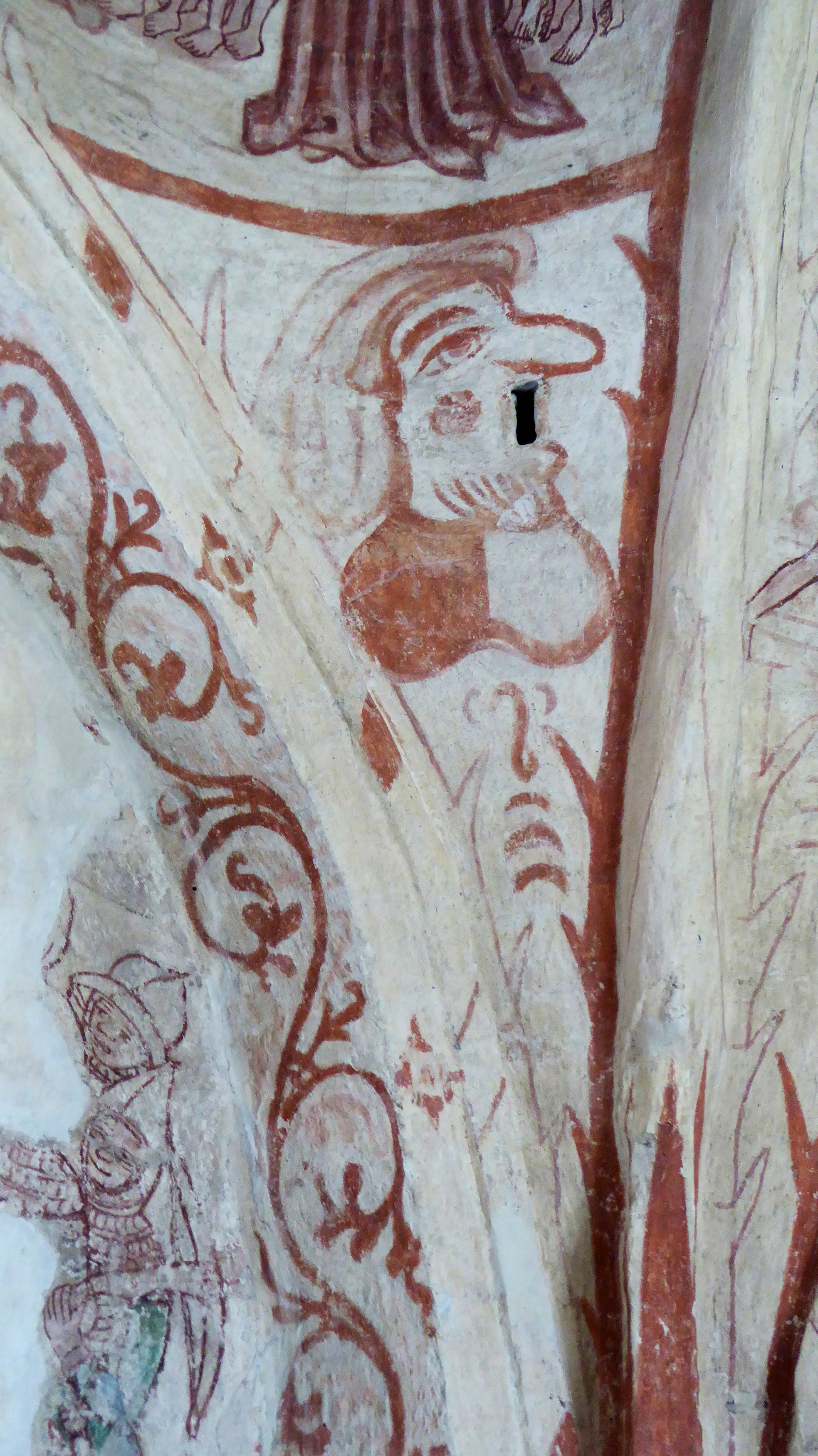
Nidbild.
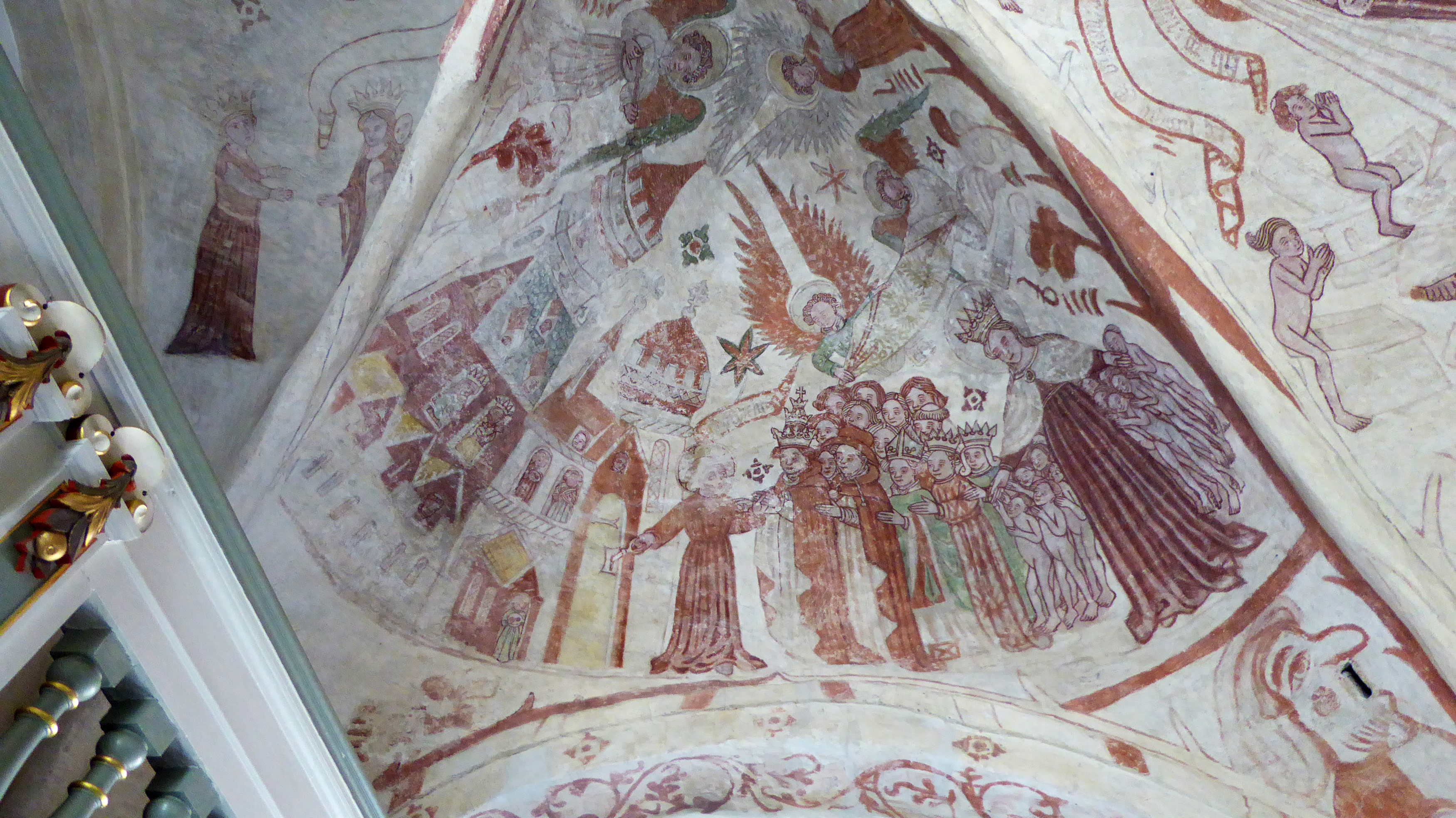
Himmelriket.
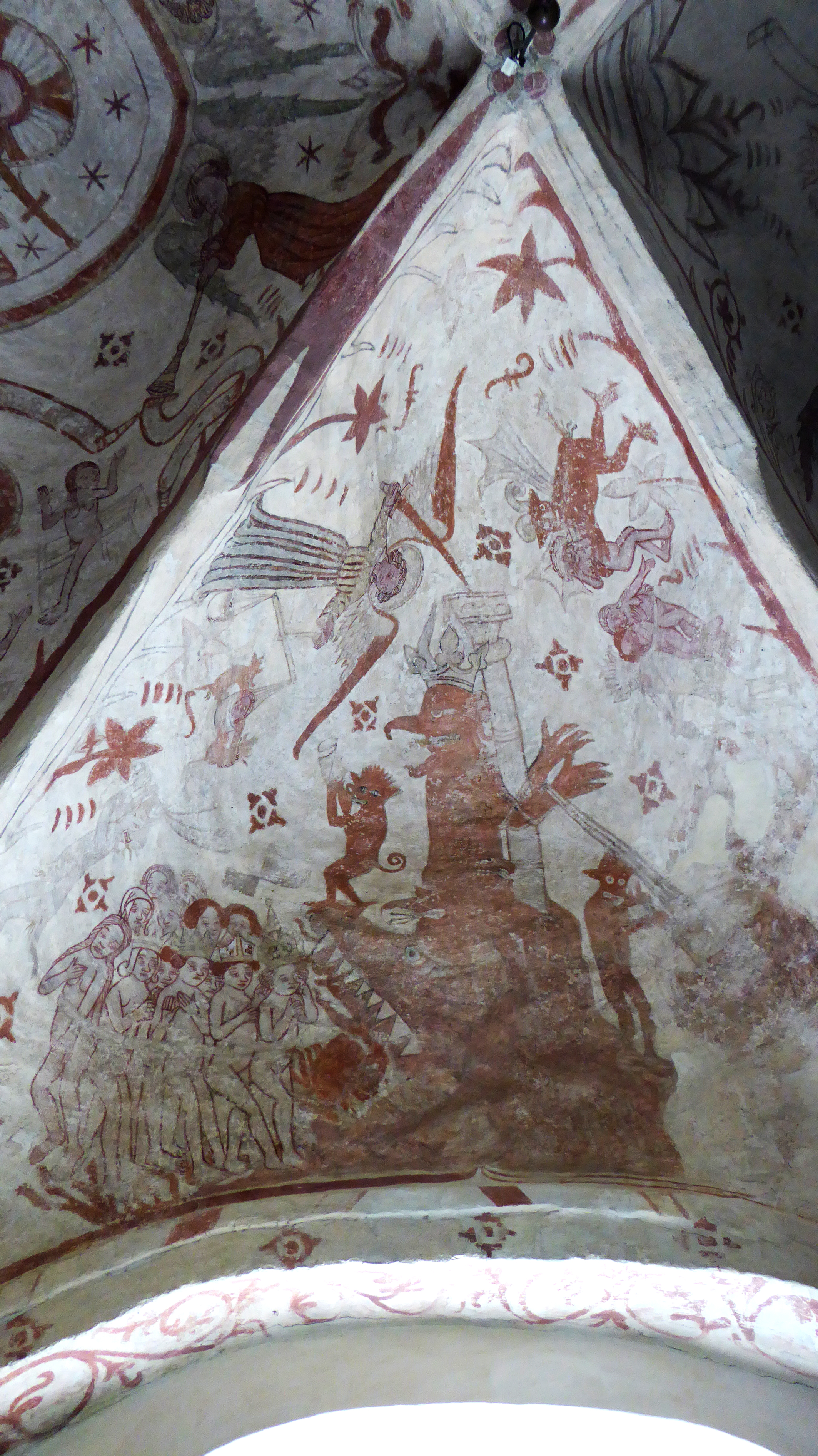
Helvetet.
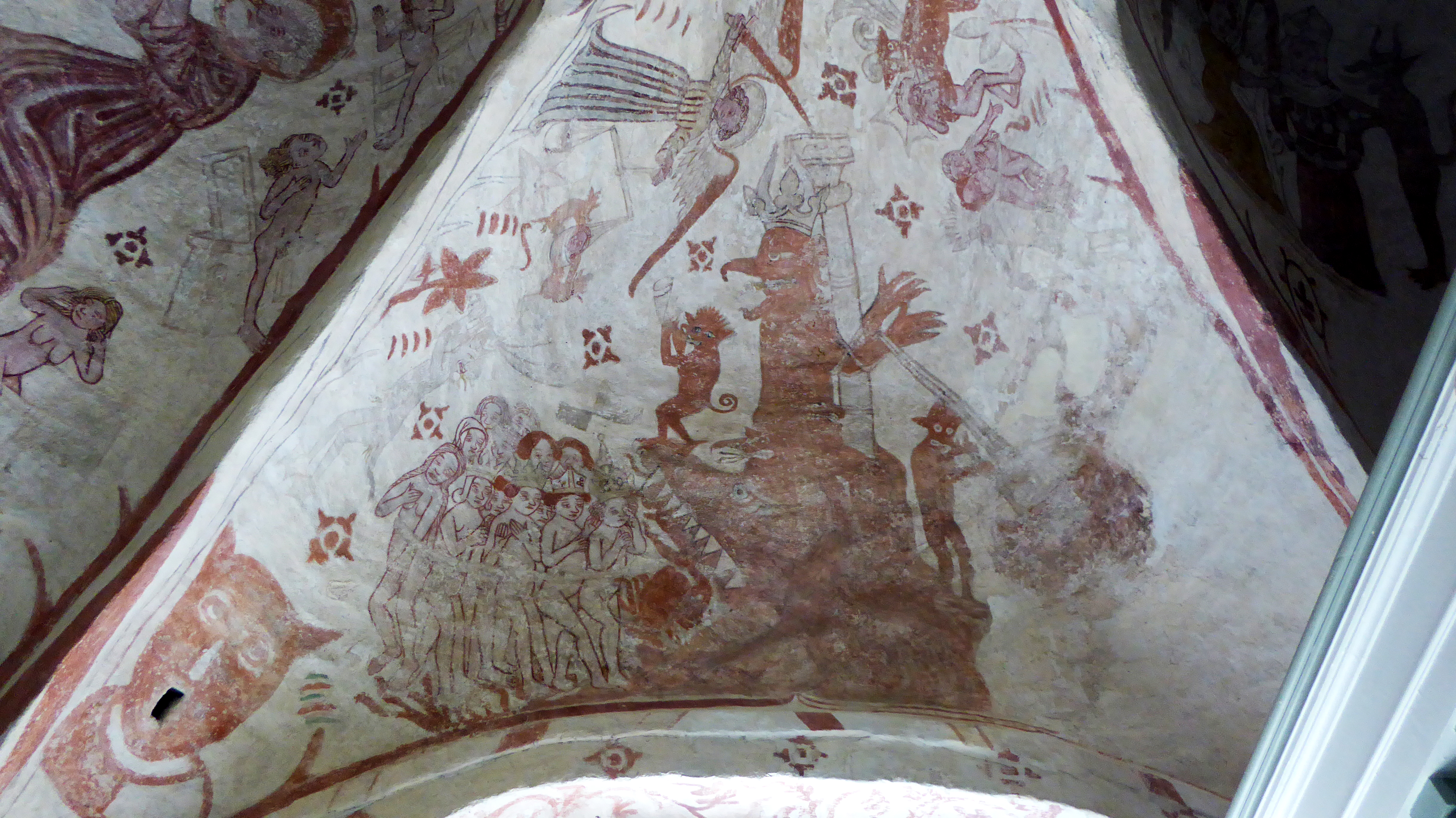
Helvetet.
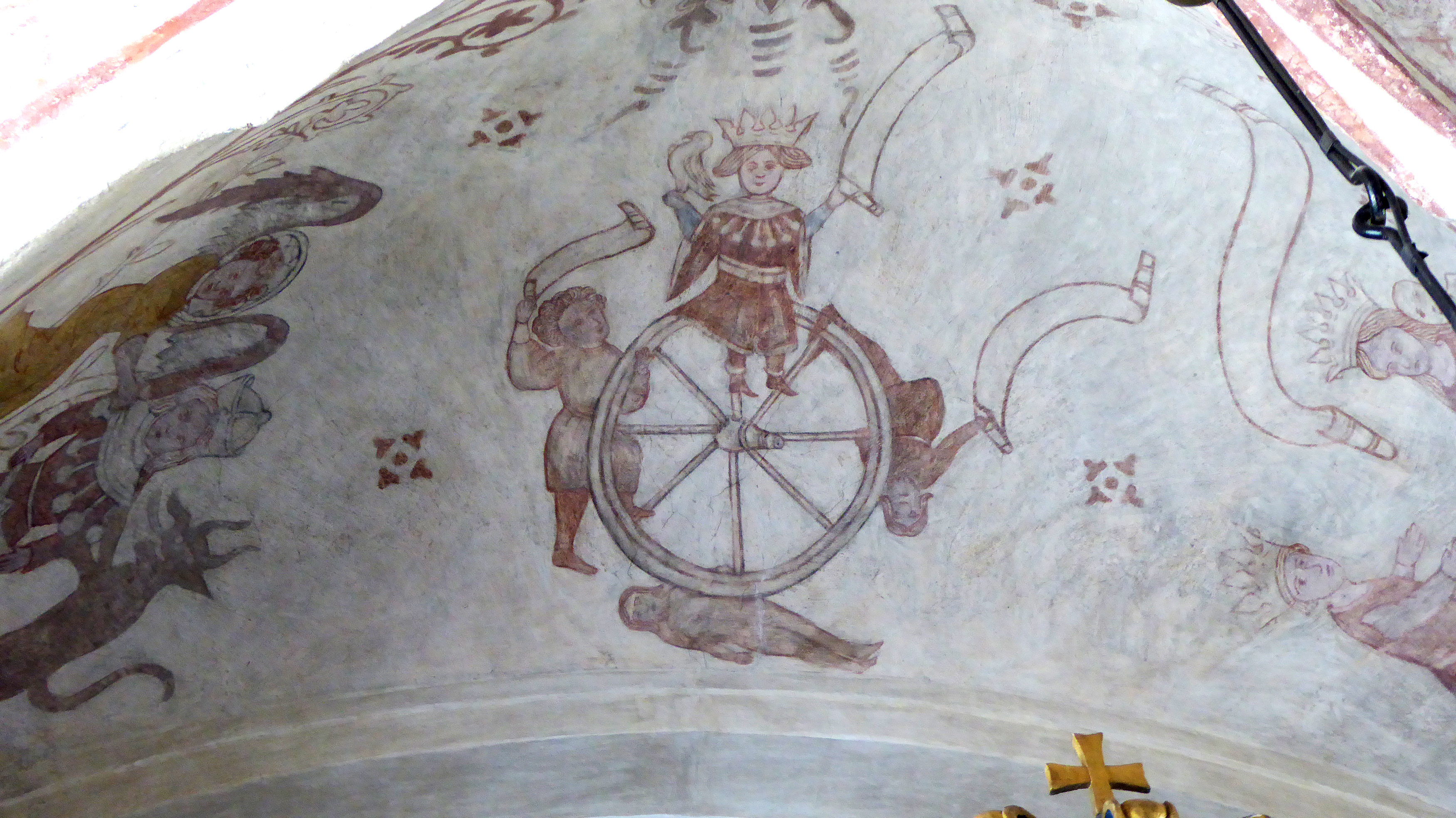
Livets hjul.
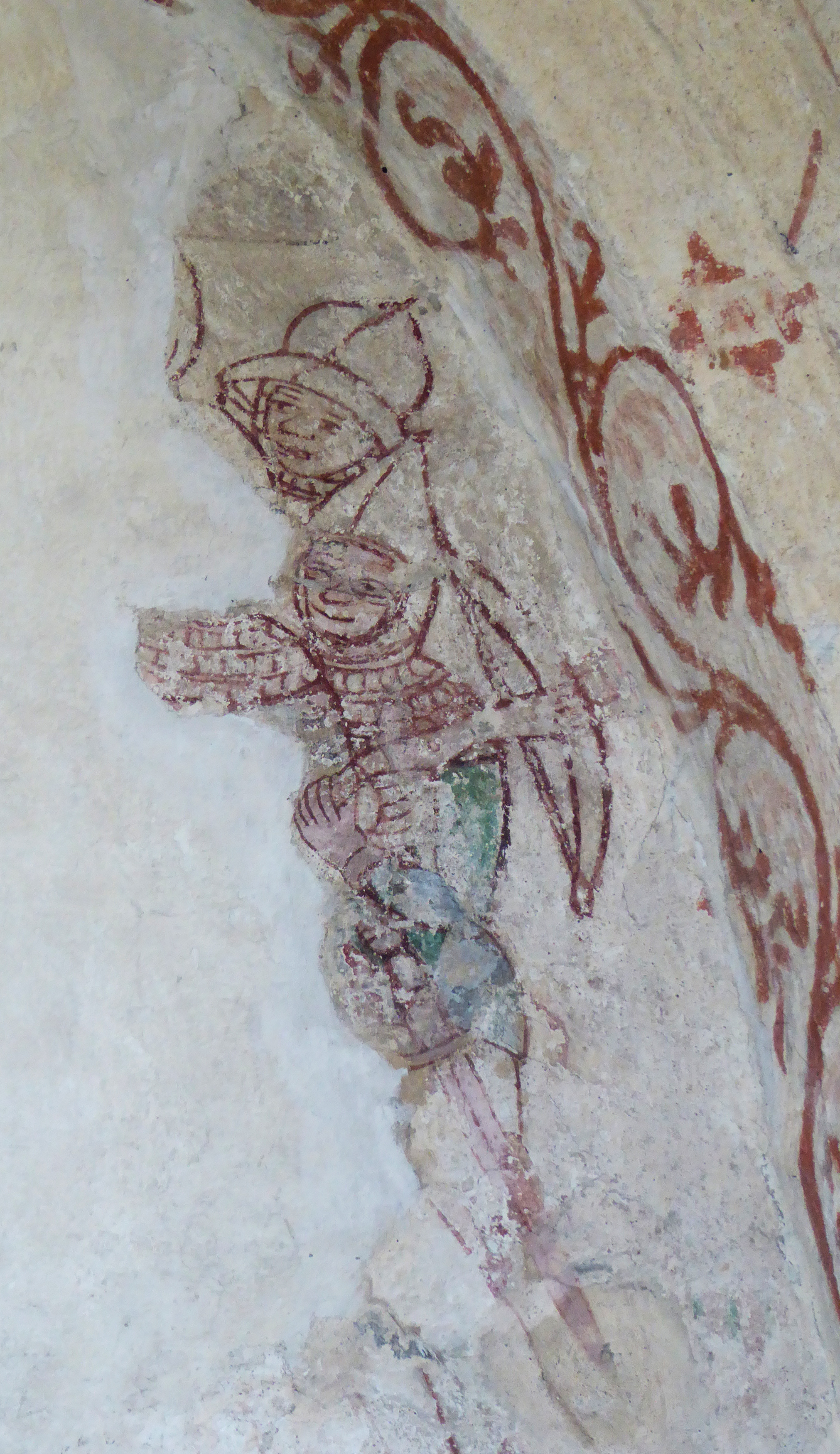
Soldater.
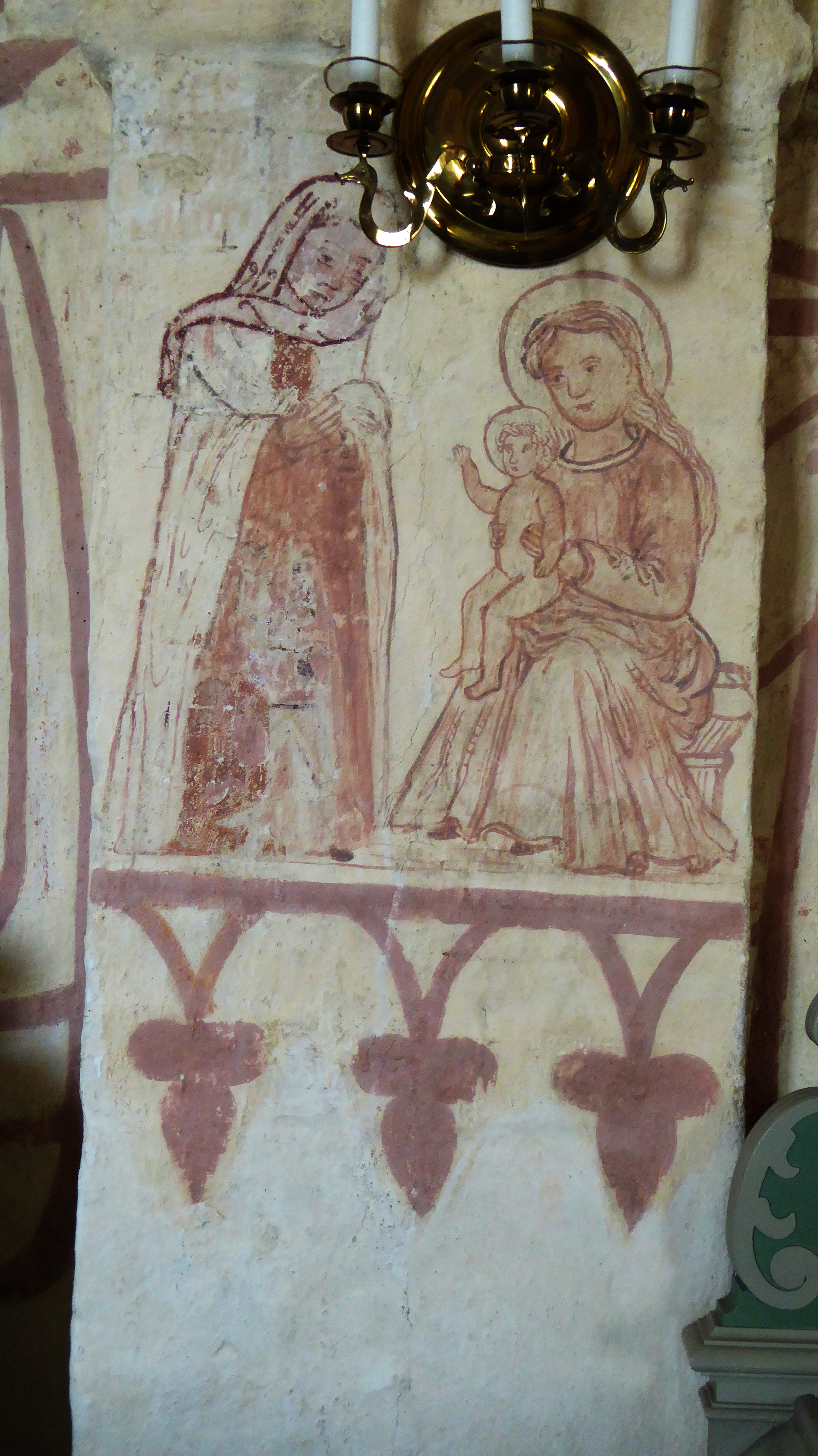
S:ta Anna själv tredje.

## Inventarier
Dopfunten är tillverkad under medeltid.
I koret står en kyrkbänk för Palle Urne och Thale Ulfstand, ägarna till Gyllebo slott. Bänken är försedd med ägarnas initialer och året 1641.
Bakom altaret sitter ett stort träepitafium över den skånske landsdomaren Gilius Ehrenberg som dog i Malmö den 21 oktober 1677. Han var den förste svenske ägaren till Gyllebo slott.
Predikstolen och altaruppsatsen är gjorda 1762 av den skånska bildhuggaren Johan Ullberg. En i dag lös altartavla i trä av hans hand finns uppsatt på den norra korväggen. Altarmålningen är utförd av M.E. Winge runt 1870.

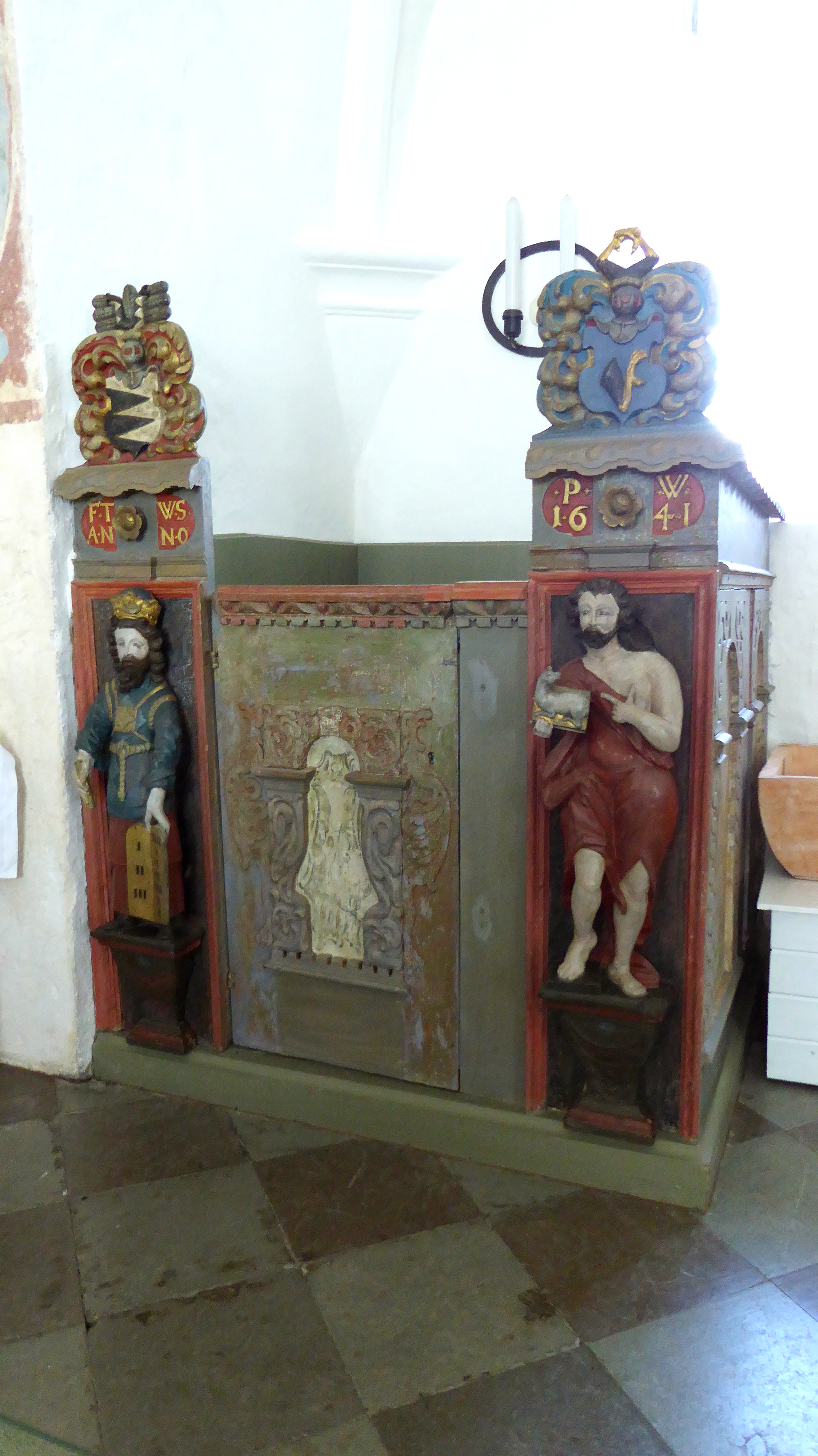
Herrskapsbänken.
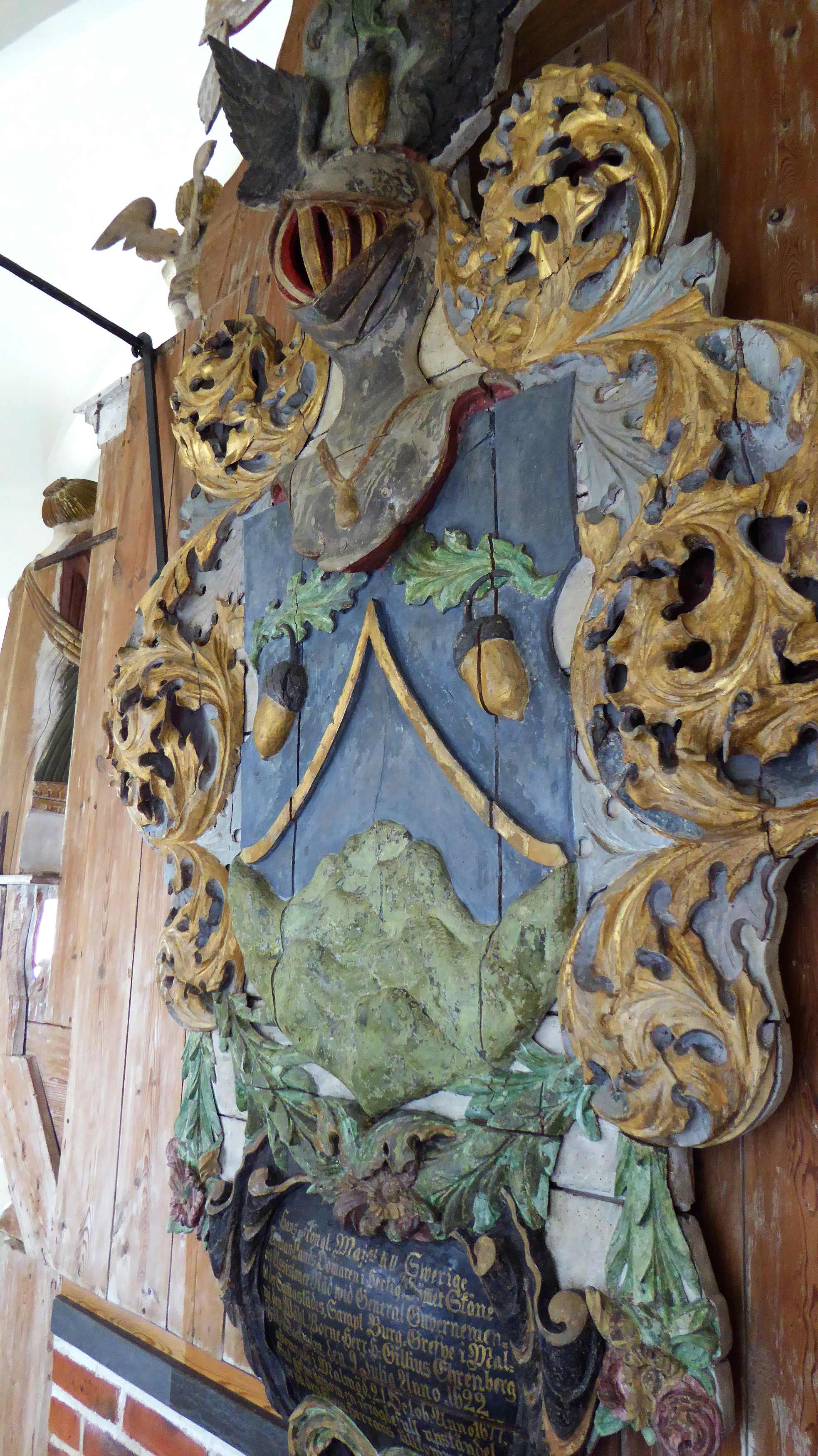
Epitafiet.
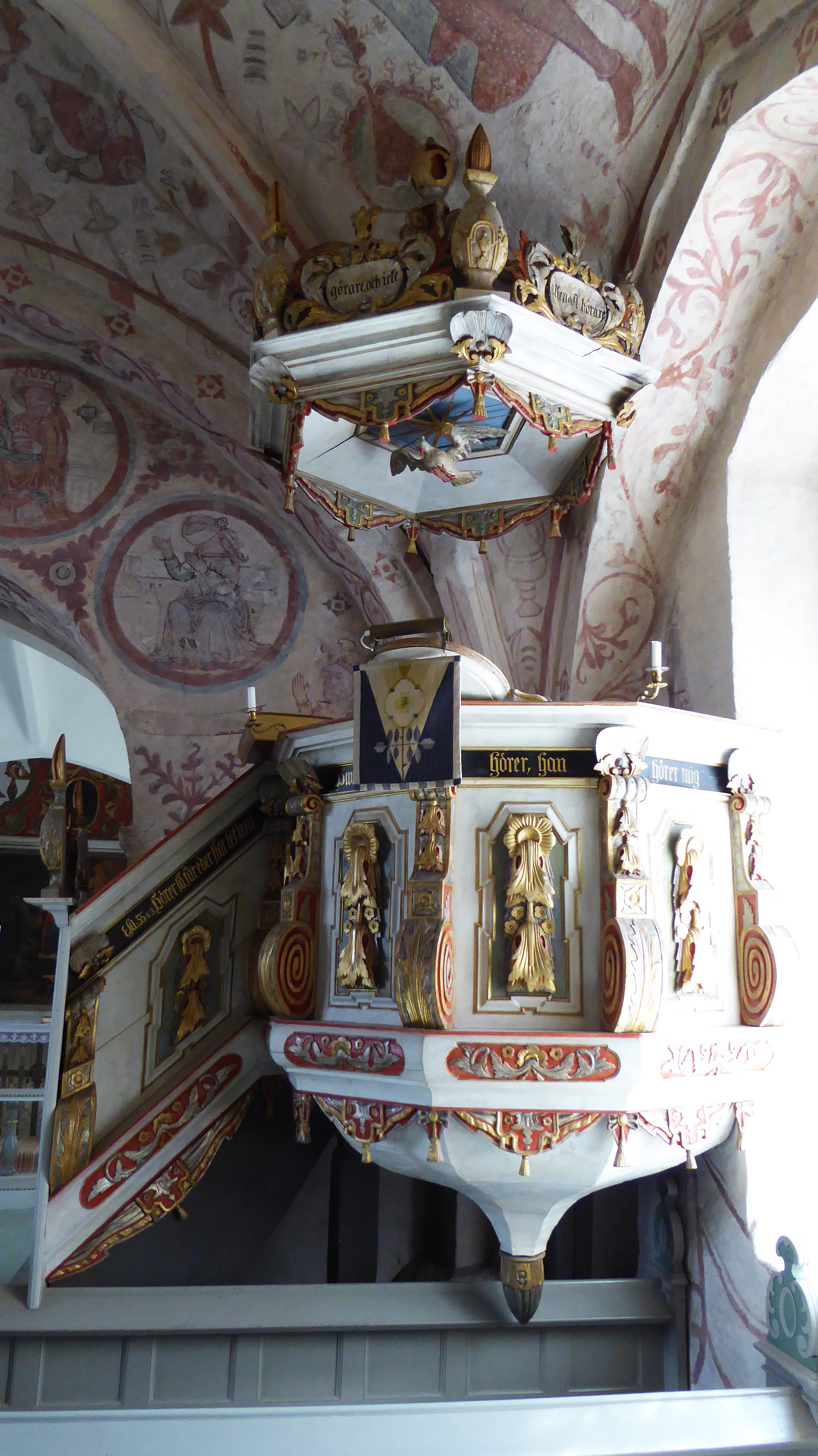
Predikstolen.
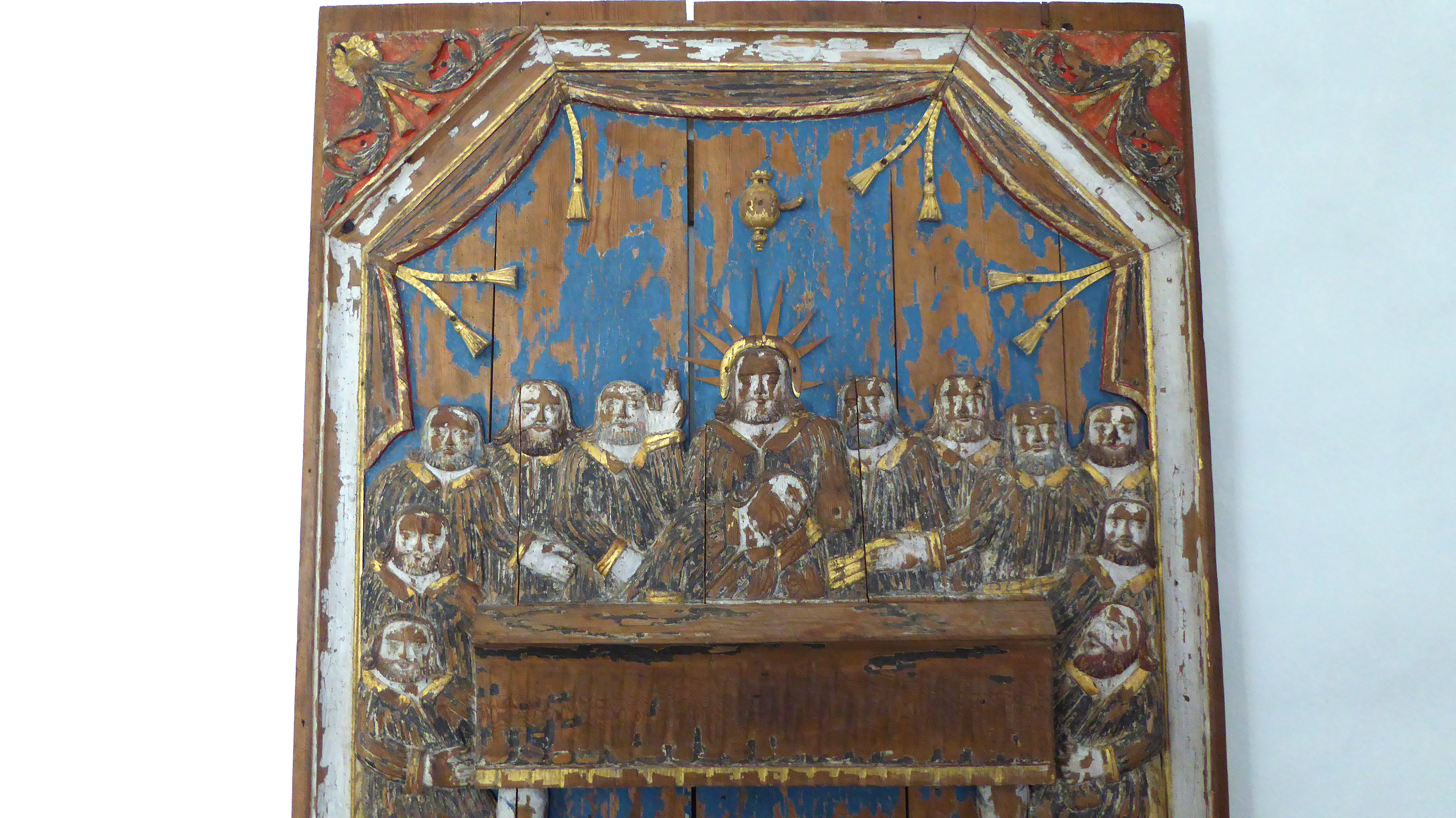
Altartavlan av trä.

### Orgel
- 1883 byggde Anders Victor Lundahl, Malmö en orgel med 6 stämmor. Orgeln avsynades lördagen 20 oktober 1883 av kantor Hans Åkerberg, Stiby och organist Golfstrand, Komstad. Den invigdes söndagen 21 oktober 1883 av kyrkoherde Nils Petter Wilhelm Wallengren.[4]
- Den nuvarande orgeln byggdes 1934 av A. Magnussons Orgelbyggeri AB, Göteborg och är en pneumatisk orgel. Orgeln har fasta kombinationer.

| Manual        | Pedal      | Koppel     |
| Borduna 16´   | Subbas 16´ | Man/Ped    |
| Principal 8´  |            | Man 4'/Man |
| Rörflöjt 8'   |            |            |
| Kvintadena 8' |            |            |
| Salicional 8' |            |            |
| Oktava 4'     |            |            |
| Oktava 2'     |            |            |

## Kyrkans omgivning

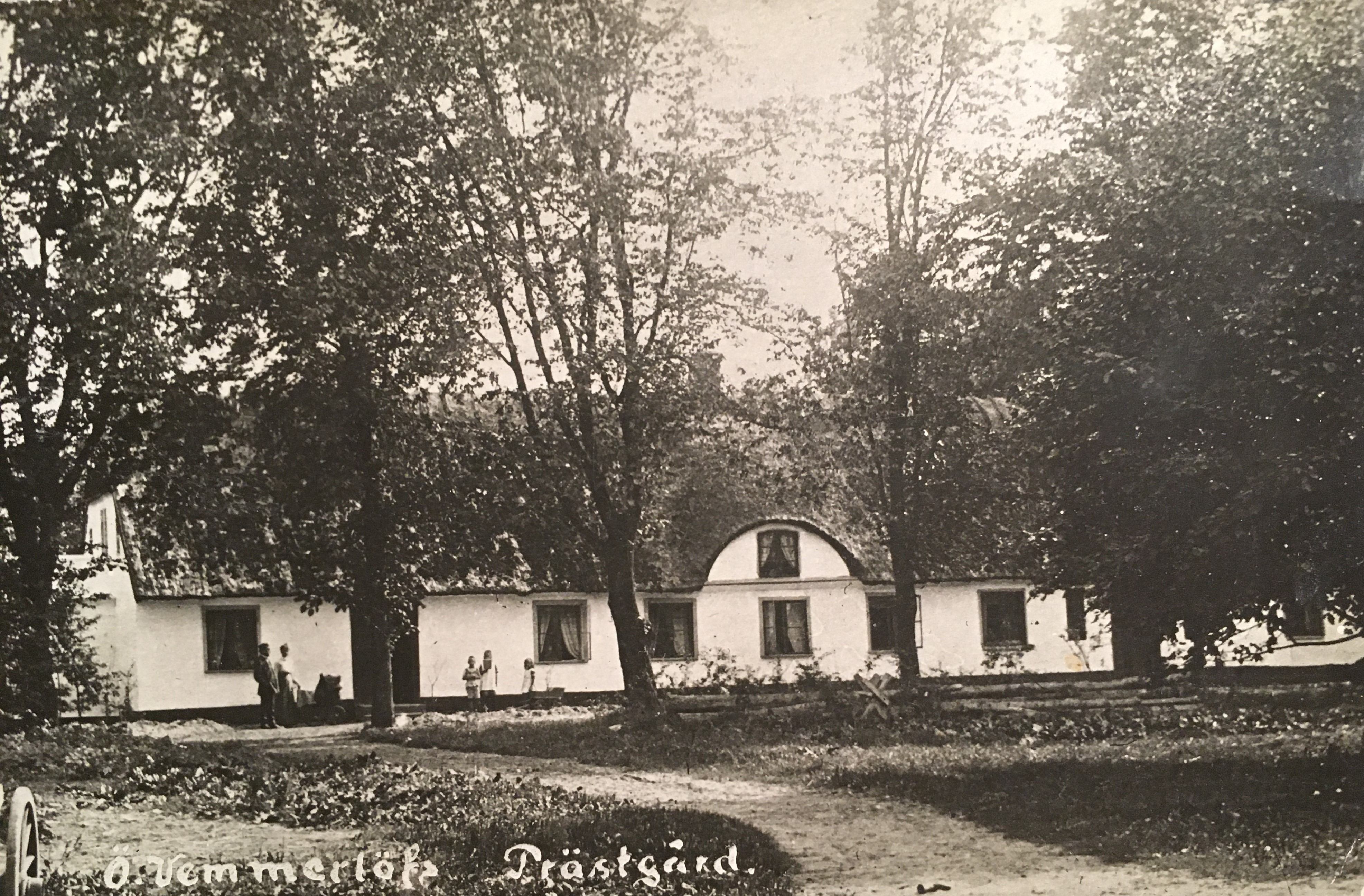
Östra Vemmerlövs gamla prästgård

Intill kyrkan finns sedan 2004 Killans bönegård, en plats för reträtter, regelbunden bön och pilgrimsvandringar. Huset byggdes 1922 som prästgård på den plats där i äldre tider prästgården brukat ligga. 1808 brann prästgården och pastorsarkivet som förstörde Östra Vemmerlövs kyrkas äldre handlingar. Den prästgård som byggdes åter 1808, byggdes långt bort från kyrkan.  

## Källor

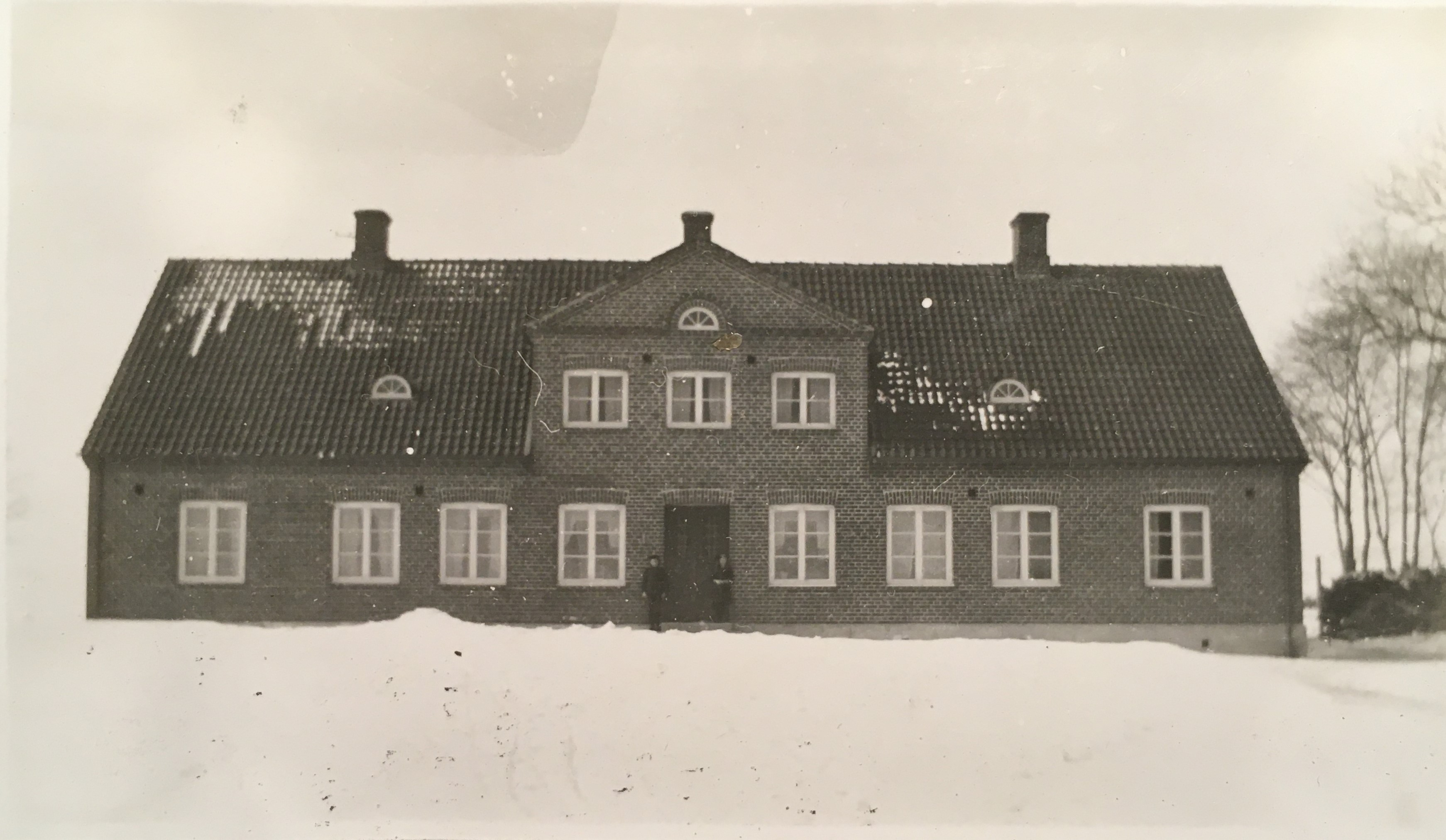
Nya prästgården byggd 1922